# Motocicleta

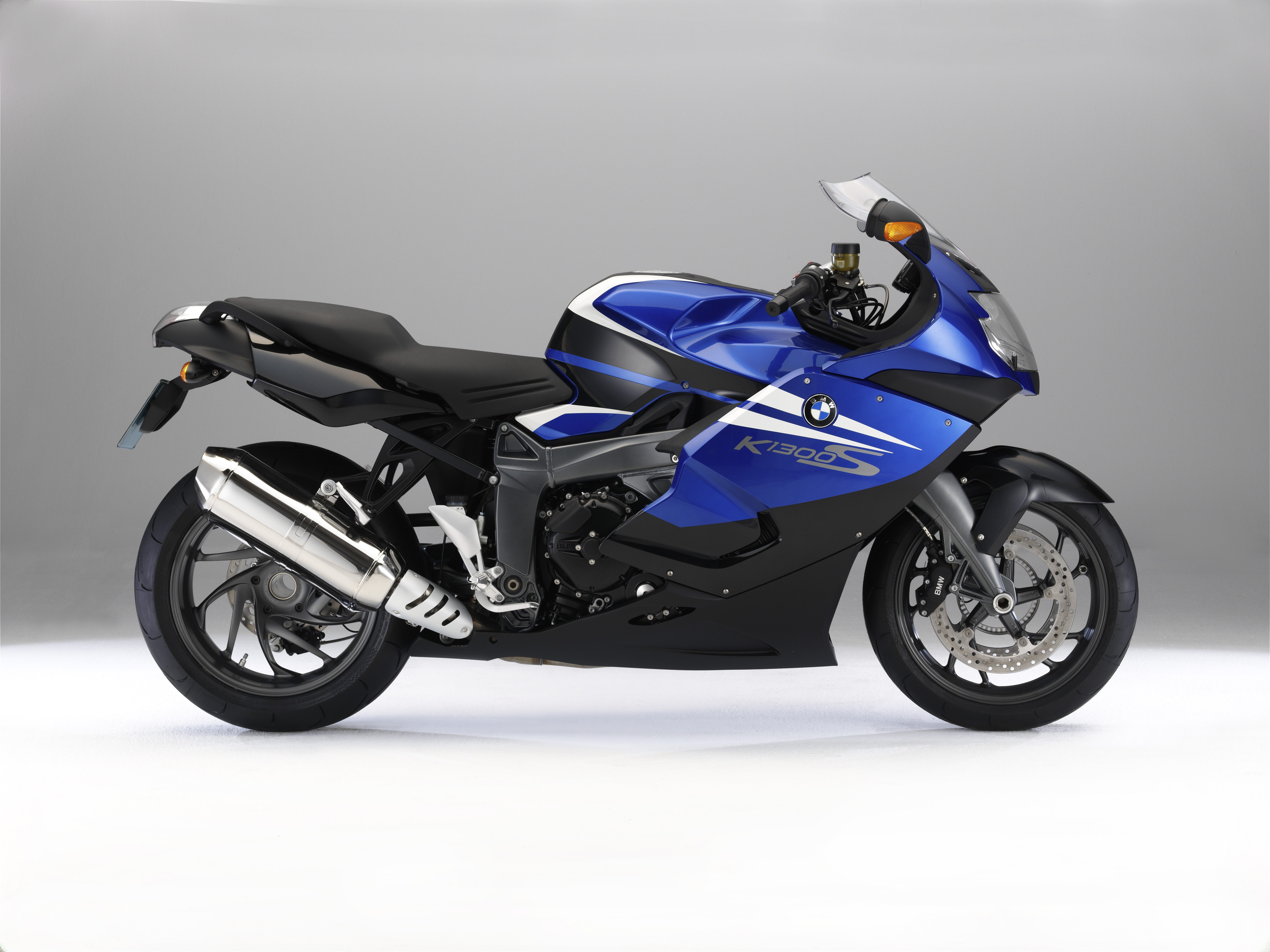
BMW K1300S (2011)

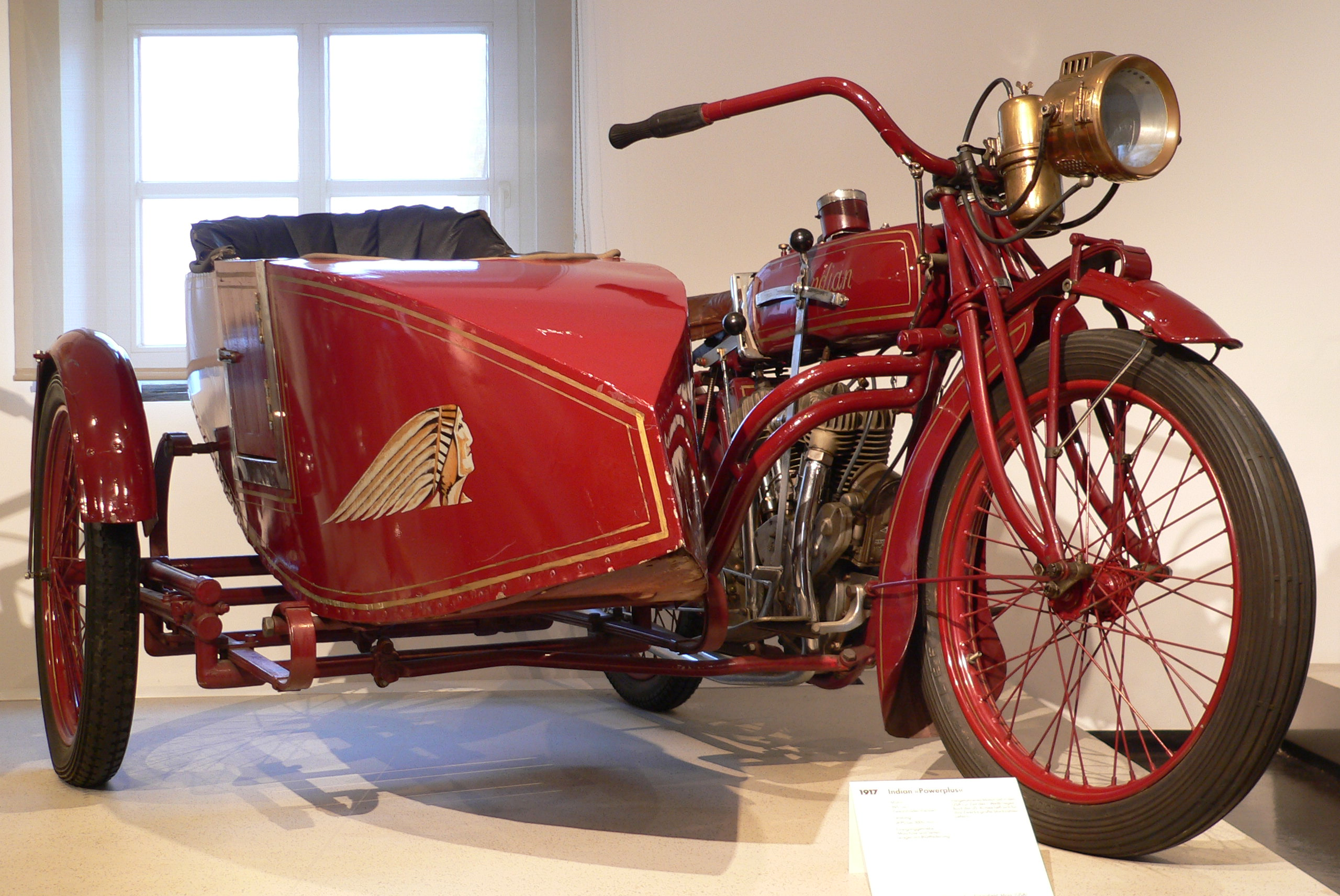
Indian Powerplus amb sidecar (1917)

Una motocicleta, coneguda també com a moto, és un vehicle automòbil de dues rodes que pot transportar un passatger o dos. Les rodes se situen l'una al davant i l'altra al darrere (essent aquesta la motriu) i el motor és normalment de combustió interna, tot i que darrerament se n'estan desenvolupant d'elèctrics (amb bateria de liti o pila de combustible). Per tal d'augmentar-ne la capacitat, la motocicleta pot dur fixat a un dels costats un sidecar (caixa amb un o dos seients, muntada sobre un bastiment proveït d'una roda lateral) rebent aleshores tot el conjunt el mateix nom de sidecar.
Dues modalitats ben diferenciades de motocicleta són els escúters (amb el motor i els òrgans de transmissió a l'interior d'un carenat i amb una base per a posar-hi els peus) i els ciclomotors (amb motor de cilindrada no superior als 50 cc). A afectes legals, hom considera motocicletes els sidecars, els escúters, les motocicletes de competició i fins i tot els quadricicles, però no així els ciclomotors per a conduir els quals només cal una simple llicència i tenir més de 16 anys.
Actualment, hi ha al voltant de 200 milions de motocicletes en ús al món, incloent-hi ciclomotors, escúters i vehicles similars (és a dir, 33 per a cada 1.000 persones), enfront d'uns 590 milions d'automòbils (91 per a cada 1.000). La major part de les motocicletes, el 58%, es concentra en països en vies de desenvolupament d'Àsia (sud, sud-est i països del Pacífic, tret del Japó) mentre el 33% dels cotxes (195 milions) es concentren als EUA i el Japó. L'any 2006, a la Xina hi havia 54 milions de motos en ús i una producció anual de 22 milions d'unitats. Als països desenvolupats, on la moto fou el mitjà de transport individual més popular fins a mitjan segle xx, avui dia segueix essent el vehicle de motor més usual dins determinades franges d'edat (especialment entre els adolescents, gràcies als ciclomotors) i prolifera a les grans ciutats. Finalment, el seu vessant lúdic i esportiu fa que tingui una munió de seguidors i usuaris ocasionals arreu del món, la qual cosa l'ha convertida en una de les icones dels nostres dies.

## Història

### Història de la motocicleta

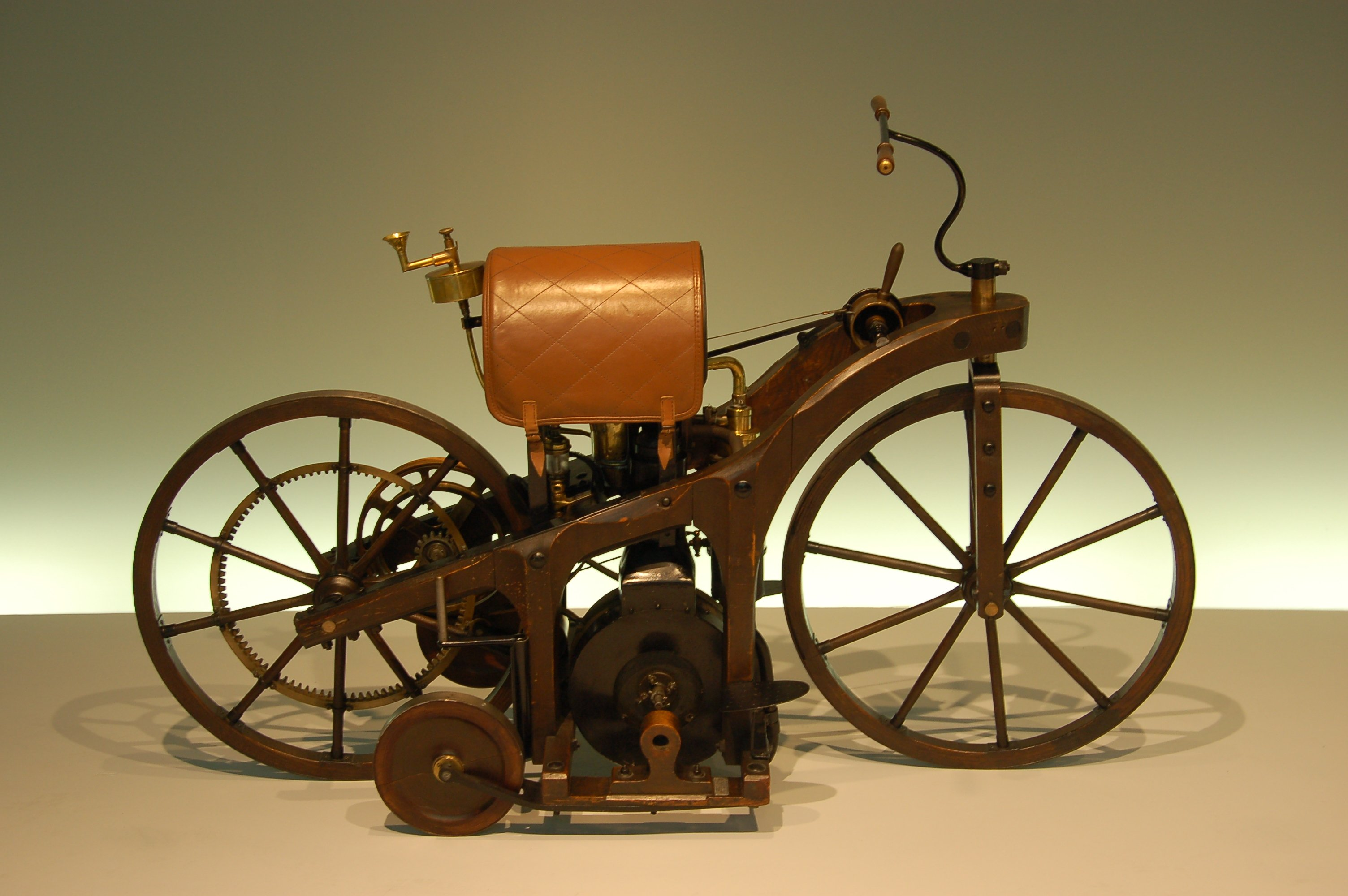
Reproducció del Daimler Reitwagen de 1885 al Museu Mercedes-Benz de Stuttgart

El primer intent que es recorda d'incorporar un motor a una bicicleta el realitzà el francès Louis-Guillaume Perreaux entre 1867 i 1871, quan instal·là un petit motor de vapor d'un sol cilindre en un velocípede fabricat per Pierre Michaux. El motor anava muntat en posició vertical sobre el quadre i la transmissió es basava en dues corretges que actuaven sobre la roda posterior (ambdues rodes eren de ferro, la del davant amb dos pedals auxiliars). La velocitat màxima en pla de l'aparell era de 16 km/h. Gairebé al mateix temps, l'alemany Nikolaus August Otto desenvolupà la idea del cicle de quatre temps o cicle Otto, descrit per primera vegada el 1876. Partint de l'invent d'Otto, Gottlieb Daimler desenvolupà el primer motor de combustió interna. Amb la finalitat de provar-lo, el 1885 en construí una versió petita de mig HP i el muntà en un vehicle de dues rodes, al qual anomenà Reitwagen ("carro de muntar"). Aquest invent ha estat considerat com a la primera motocicleta de la història.
Cap a 1894, la firma de Múnic Hildebrand & Wolfmüller començà a produir en sèrie aquesta mena de vehicles, arribant a fabricar-ne unes 800. Es tractava de motocicletes amb bastidor obert equipades amb un motor Daimler bicilíndric de quatre temps i 2,5 HP, refrigerat per aigua, amb un pes de 52 quilos i una velocitat màxima de 40 km/h. A començaments del segle xx, els germans parisencs Werner iniciaren la producció en sèrie d'una moto amb el motor suspès de la barra de direcció, amb transmissió a la roda anterior per mitjà de corretja. El sector anà creixent arreu d'Europa i Nord-amèrica, fins al punt que en començar la I Guerra Mundial hi havia ja bon nombre d'empreses fabricants: Neckarsulm (l'actual NSU), Triumph, FN, DKW, Zündapp, BMW, Horex, Mondial, Ducati, Indian, Norton i Moto Guzzi entre d'altres. Durant la guerra, la motocicleta va demostrar la seva aptitud i versatilitat com a mitjà de transport, ja que era ideal per a transportar tropes a tota mena de terrenys i per a fer arribar les ordres dels comandaments a les línies del front de forma ràpida i eficient. Fou poc després quan Harley-Davidson començà a exportar a molts països les seves potents màquines de fins a 1.200 cc, destinades primer a cossos policials i esdevingudes més tard, cap a la dècada de 1940, vehicle habitual de la classe mitjana (sense poder adquisitiu per a permetre's un cotxe però sí una moto).

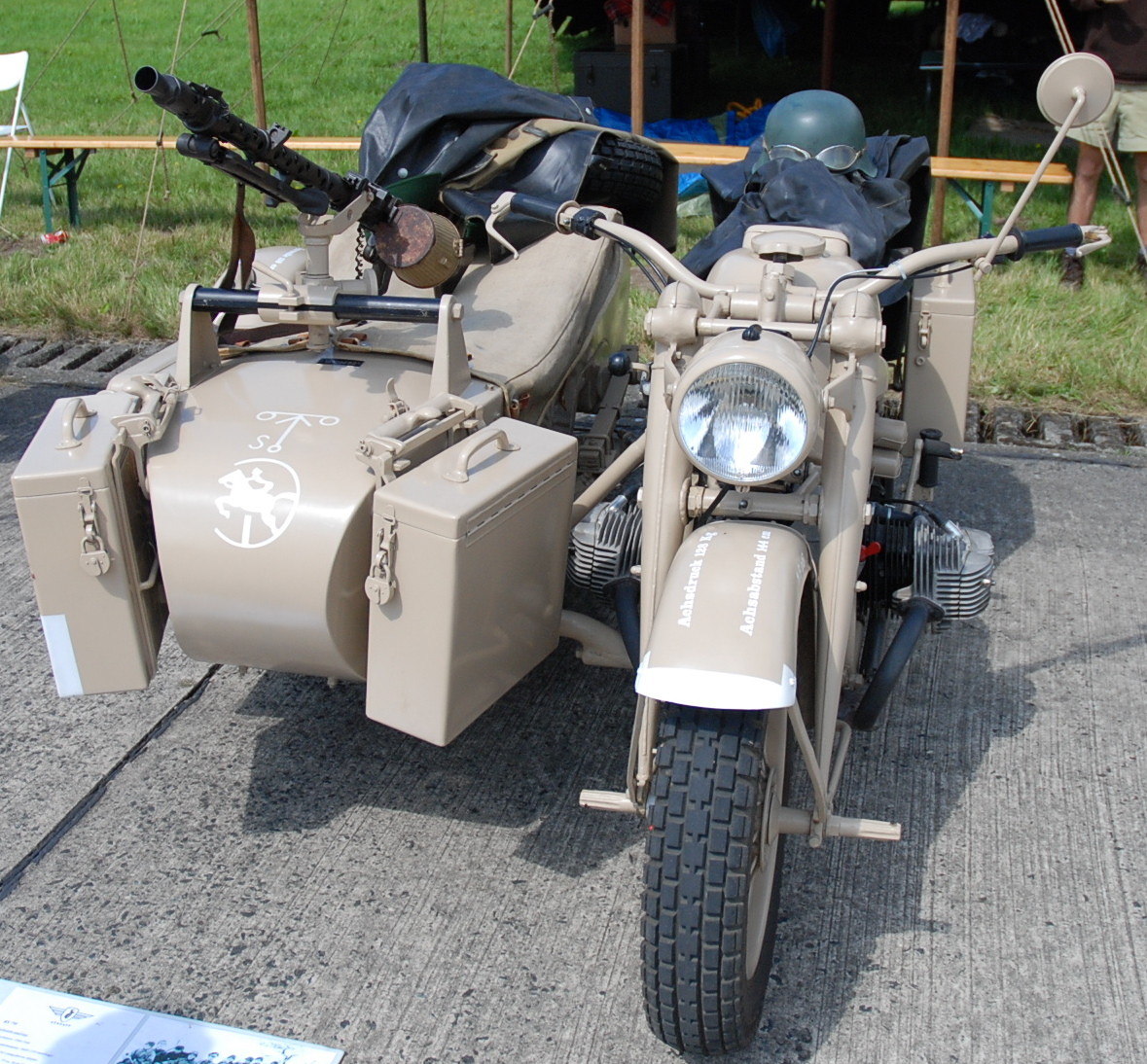
Zündapp KS 750 amb sidecar de l'exèrcit alemany (II Guerra Mundial)

Durant la Segona Guerra Mundial, la motocicleta fou un mitjà de transport de gran importància emprat per tots els exèrcits bel·ligerants. Les motocicletes evolucionaren molt tècnicament i tingueren un paper destacat en missions d'enllaç i a l'avantguarda de les columnes de vehicles. Fou l'època de les famoses BMW amb sidecar, però també de les BSA britàniques. Aquesta darrera marca, que començà com a fabricant d'armes lleugeres, un cop acabada la guerra es dedicà principalment a la construcció de motocicletes, famoses per la seva robustesa.
Acabada la guerra, el mercat mundial fou copat per les marques britàniques. A les ja esmentades Triumph, Norton i BSA s'hi afegiren marques com ara Royal Enfield, Matchless i AJS, esdevenint totes elles capdavanteres internacionals en vendes durant una llarga temporada, ben bé fins a la dècada de 1960. Les motos britàniques oferien robustesa i una relativa lleugeresa envers les alemanyes BMW, que tot i ser molt fiables tècnicament, mancaven del temperament esportiu d'aquelles. Un tret característic de les BMW era la disposició horitzontal dels cilindres i la transmissió per engranatge helicoidal i cardan, molt més neta i silenciosa (les britàniques muntaven els cilindres verticalment i disposaven de transmissió per cadena).
La tercera potència industrial del sector de l'època era Itàlia, on d'ençà de 1948 Moto Guzzi començà a destacar en la fabricació de motocicletes de petita cilindrada per a ús eminentment urbà. Com a tret característic, les Guzzi muntaven els cilindres longitudinalment, afavorint així la refrigeració del motor i baixant el centre de gravetat. Fins al 1960 les motos italianes destacaren esportivament, amb marques eminentment competitives com ara Gilera, Ducati i MV Agusta.

#### La irrupció dels japonesos

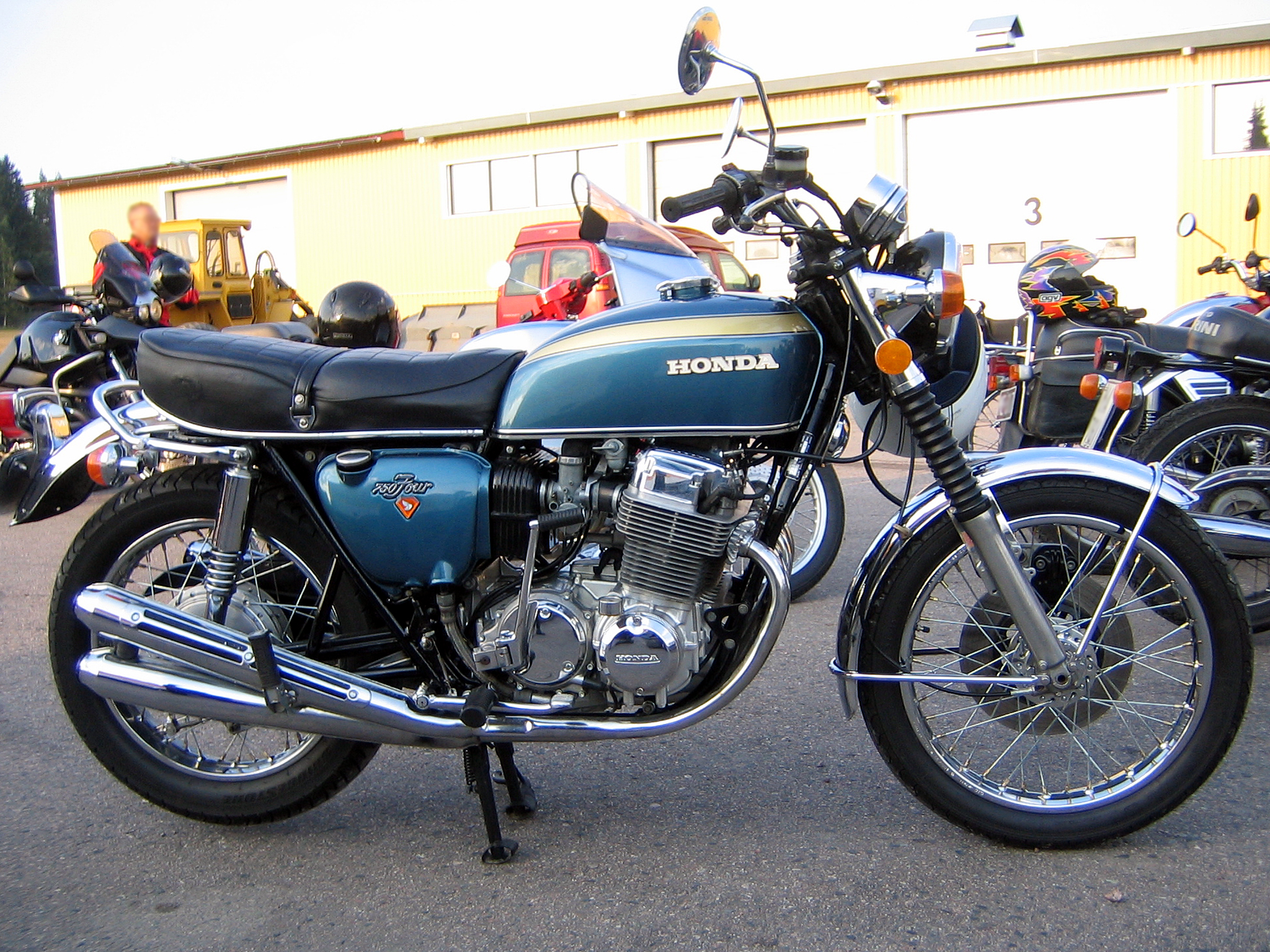
Honda CB 750 Four dels volts de 1972

A començament dels 60, el sector de la motocicleta comença a trontollar per l'aparició de l'automòbil utilitari (és l'època del 600, el Mini i el Renault Dauphine) i la progressiva penetració de l'escúter, aparegut a mitjan dècada de 1950. La motocicleta deixa de ser el mitjà de transport preferent de la classe mitjana i esdevé gairebé un objecte de luxe, reservat al lleure. Fou aleshores quan la moto de muntanya prengué protagonisme, ja que molts fabricants hi veieren una sortida comercial reeixida i s'hi abocaren. Marques catalanes com ara Bultaco, Montesa i OSSA aprofiten aquesta moda per a obtenir una quota de mercat important.
Fou durant els 60 que els japonesos llançaren la seva ofensiva comercial, que els hauria de convertir ben aviat en els amos del sector arreu del món fins a l'actualitat. Les Honda, Yamaha, Suzuki i Kawasaki es feren ràpidament lloc entre les altres marques arreu del món, arribant a desplaçar-les del lideratge i fins i tot provocant-ne a la llarga la desaparició de moltes, entre les quals bona part de les catalanes i les britàniques. La capacitat de producció i innovació dels japonesos, la diversitat de productes a preus competitius que comercialitzen (tots ells amb prou qualitat i prestacions), va dur-los en qüestió de pocs anys a la supremacia comercial dins el sector de la motocicleta.
Actualment, les empreses que resistiren l'escomesa japonesa subsisteixen a força d'apostar per la qualitat (cas de BMW), pel prestigi d'una marca (com ara Harley-Davidson o Ducati) o bé centrats en sectors determinats (cas de Piaggio amb els ciclomotors i escúters). Hi ha també una corrua de petits i mitjans fabricants que dominen una determinada disciplina i mantenen una clientela fidel: KTM o Gas Gas en el fora d'asfalt, Jawa en Speedway, etc.

### Cronologia de l'evolució tecnològica

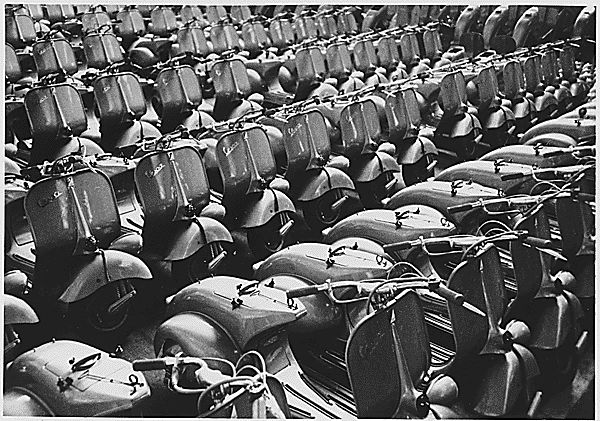
Producció de les primeres Vespa (1948)

A la darreria del segle xix començà l'evolució dels motors, destacant-ne el creat pel marquès de Dion, refredat per mitjà d'aire, amb aletes, d'un alt nombre de revolucions per minut i que fou la base dels motors de motocicleta a partir d'aleshores. Al començament, els motors eren d'encesa per filament, i més tard per magneto, però des del 1900 fins al 1908 les vàlvules d'admissió foren automàtiques, i les d'escapament, mogudes per lleva. La motocicleta es popularitzà ràpidament; les transmissions directes per mitjà de corretja del motor a la roda posterior, amb pedals per a l'arrencada, foren substituïdes per l'embragatge, la caixa del canvi i la transmissió per mitjà de cadena. Des del 1912, totes les motocicletes ja tenen aquests dispositius, i els motors porten les dues vàlvules comandades i de vegades vàlvules a la culata. Aparegueren les primeres suspensions al davant, forquilles pendulars, semi-ballestes i, més tard, paral·lelograms deformables, molles en diagonal i amortidors de fricció. El quadre, tubular, restà recte i alt.
Entre les dues guerres mundials sorgiren els blocs formats pel motor i la caixa del canvi, foren abaixats els centres de gravetat, com també els seients entre les dues rodes, i augmentaren les seccions dels pneumàtics, les cilindrades i les velocitats. Després de la Segona Guerra Mundial es generalitzaren les suspensions al darrere (primerament de tipus telescòpic, després de forquilla oscil·lant), foren adoptades les forquilles davanteres telescòpiques, es desenvoluparen els ciclomotors i aparegueren els escúters, que sorgiren a Itàlia amb una gran empenta. Després d'un temps en què les grans cilindrades s'abandonaren (només se'n continuà produint als EUA, Alemanya, Anglaterra i Itàlia), l'entrada de les marques japoneses despertà novament l'afecció esportiva i reaparegueren amb renovada empenta les cilindrades de 750, 1.000 i 1.200 cc.

### La motocicleta als Països Catalans
Als Països Catalans, el primer vehicle amb alguna similitud a una motocicleta fou la "màquina moguda per caldera de vapor d'aigua" patentada per Eugeni Bresson a Barcelona l'any 1900. El 1905 aparegué, també a Barcelona, la primera motocicleta pròpiament dita: la Villalbí. Durant els anys 20 comencen a aparèixer constructors provinents del món de les curses i la indústria s'expandeix fins a l'esclat de la Guerra Civil espanyola, acabada la qual comença una etapa d'estancament que no es remunta fins al 1944, quan apareixen les primeres grans marques: Sanglas i Montesa, seguides el 1949 per Rieju. Durant la dècada de 1950 el sector experimentà una forta eclosió i nasqueren infinitud de petits i mitjans fabricants arreu del Principat, País Valencià i Illes Balears (molts dels quals no durarien ni una dècada) essent-ne els principals OSSA, Derbi i Bultaco. Entre els 60 i els 70 la indústria motociclista catalana visqué la seva època daurada, arribant a dominar el mercat internacional del fora d'asfalt, fins que a mitjan anys 80 la forta crisi del sector provocà el tancament o absorció de la major part d'empreses en actiu. Posteriorment n'han aparegut de noves i actualment Gas Gas, per exemple, és un dels principals productors internacionals de motocicletes de trial i enduro.

## Aspectes tècnics

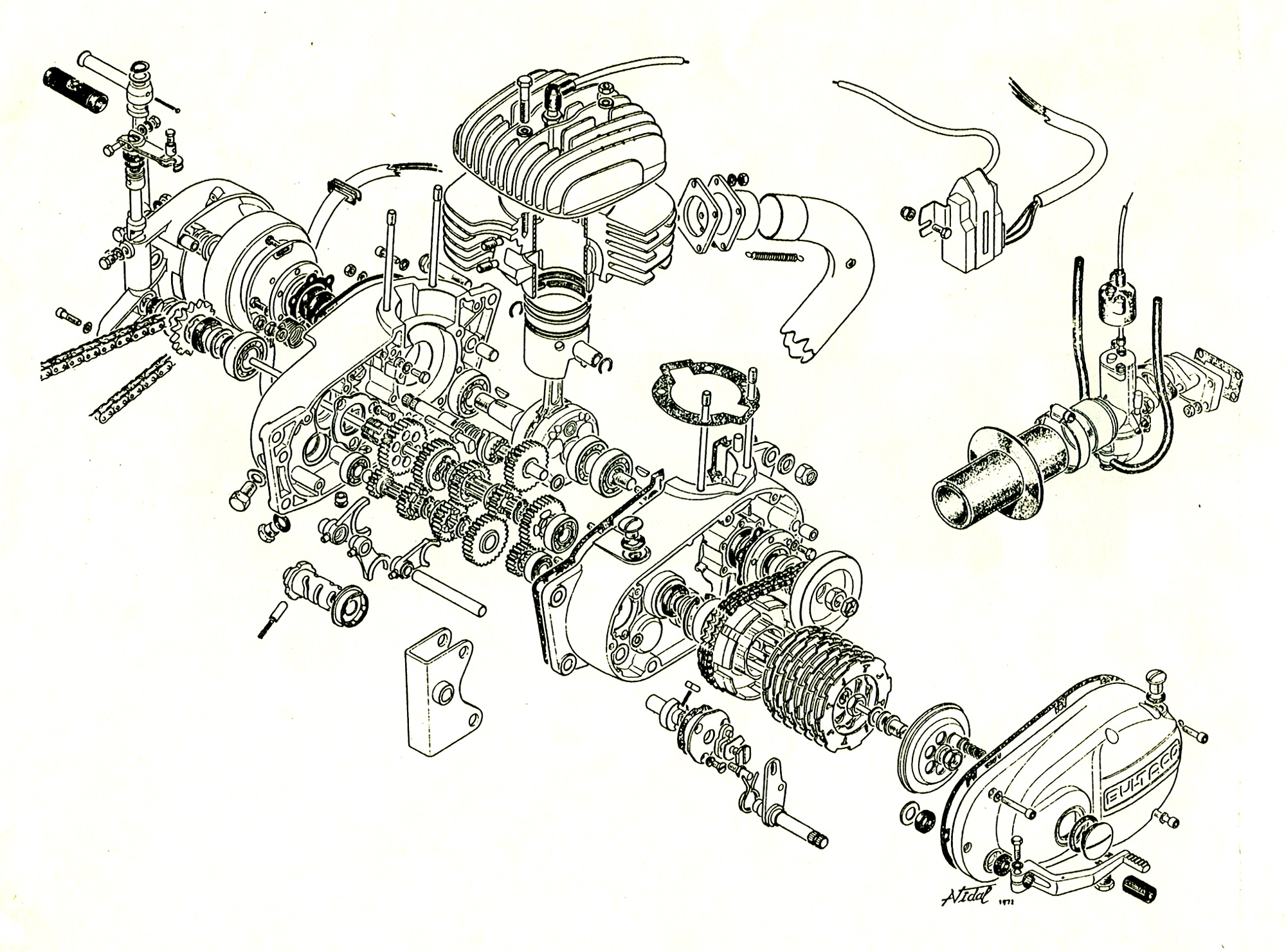
Composicó d'un motor Bultaco, probablement d'una Metralla 250 cc dels 70

En ser la motocicleta el resultat de l'acoblament d'un motor d'explosió a una bicicleta, conserva els elements essencials d'aquest vehicle. El motor va muntat normalment al mig del quadre, i acciona la roda del darrere a través d'una transmissió que comporta embragatge, caixa de canvis, cadena i plat de roda, o bé eix amb junta universal, pinyó i corona.
La suspensió consta generalment d'una forquilla anterior telescòpica i una de posterior oscil·lant, relligada al quadre per un punt articulat i també per mitjà d'un sistema de molles i d'amortidors. El quadre, que pot ésser de tubs o de planxa d'acer embotida, és rígid, per tal de suportar el pes del conjunt mecànic, resistir les sotragades de les suspensions i suportar el conductor i el passatger, asseguts entre dues rodes, amb una cama a cada banda, per sobre del motor.
El manillar porta els comandaments principals (fre del davant, embragatge, accelerador, polsadors de llums i d'engegada elèctrica), mentre que amb els peus el conductor acciona el fre posterior, el canvi de marxes per selector i el pedal d'engegada del motor en cas d'haver-n'hi. Les motocicletes més elaborades van sovint equipades amb frens de disc simple o doble al davant, transmissions per eixos i juntes universals, suspensions complexes, sistemes d'enllumenat per dinamo i bateria.

### Elements de la motocicleta

#### Xassís

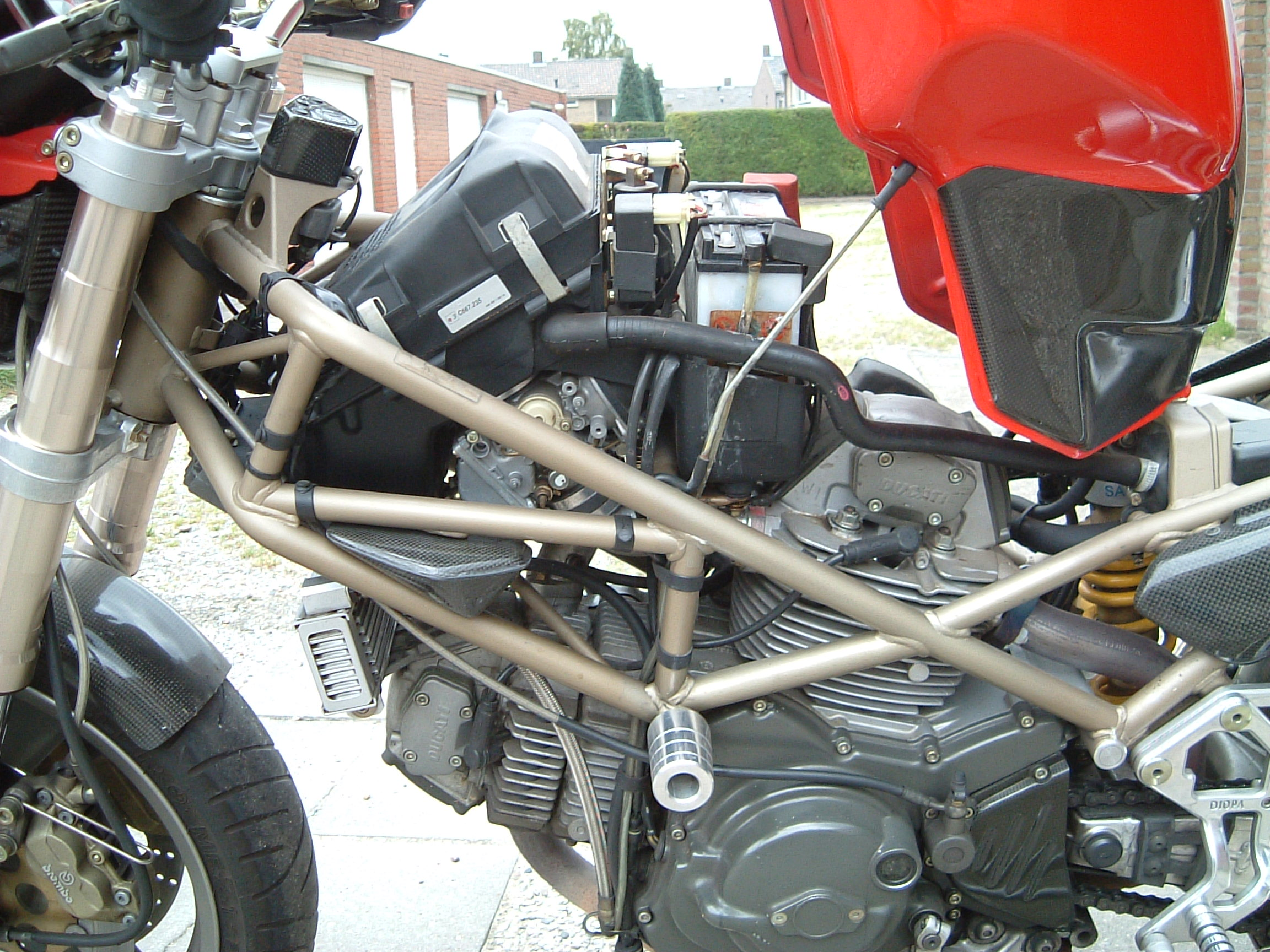
Xassís d'una Ducati M 900 Monster

El xassís d'una motocicleta inclou el quadre i la suspensió, juntament amb la forquilla anterior. El quadre, també anomenat bastidor o marc, acostuma a ser de soldadura d'alumini, acer o aliatge, amb la suspensió posterior com a part integrant del disseny. De vegades es fabrica amb fibra de carboni o titani, la qual cosa l'encareix força. El bastidor inclou la pipa de direcció, la qual subjecta el manillar i en permet la rotació.

#### Suspensió
A la majoria de les motos actuals, la unió de les rodes amb el xassís es fa mitjançant un sistema o altre de suspensió, tret d'algunes Chopper en què l'usuari opta per renunciar a la suspensió posterior, canviant-la per amb un marc rígid.
La suspensió anterior consisteix normalment en dos tubs telescòpics paral·lels, anomenats forquilla, que s'integren a la pipa de direcció. La suspensió posterior es munta sobre el basculador, el qual es fixa mitjançant un cargol pivotant al bastidor i incorpora l'eix de la roda del darrere. N'hi ha de sistemes diversos, però bàsicament es resumeixen en dos: les de doble amortidor, que en duen dos de paral·leles, collats a ambdós costats del basculador i del quadre, i les de monoamortidor, que en duen només un de collat a la part anterior del basculador, davant de la roda, i que se subjecta en un sol punt del bastidor, sota el seient o dipòsit.

#### Motor
Gairebé totes les motos del mercat van propulsades per motors de benzina de combustió interna, però n'hi ha un reduït nombre de models que en duen un de dièsel, i comença a haver-n'hi cada cop més amb motor elèctric. La cilindrada -o cubicatge- del motor pot anar des dels 50 fins als 1.200 o 1.500 cc i el seu nombre de cilindres pot variar, havent-n'hi de monocilíndrics, bicilíndrics (en V longitudinal, en V transversal, paral·lel o oposat), tricilíndrics (en paral·lel transversal), quadricilíndrics (de través, dos a dos oposats, en quadrat o al llarg), sexcilíndrics (de través), de 8 cilindres en V, o de pistó rotatiu (motor Wankel). Les configuracions més habituals actualment són les d'un o dos cilindres paral·lels, les V-twin (bicilíndriques en V), les de dos cilindres oposats (bòxer) i les de tres o quatre cilindres en línia. Generalment, més cilindres impliquen més suavitat a la resposta del motor. Els motors amb menys cilindres són més barats, més lleugers i més fàcils de mantenir.
Pel que fa als cicles del motor, els motors més simples poden ser de dos temps o de quatre, mentre que els policilíndrics són sobretot de quatre, els més complexos refredats per aigua i radiador i amb eixos de lleva a la culata. Els de dos temps són més lleugers, més senzills i més potents a altes revolucions que els de quatre, mentre que aquests són més nets, més fiables i ofereixen la seva potència en una corba més àmplia de revolucions del motor. Gairebé tots els motors moderns de dos temps són d'un sol cilindre refrigerat per aigua i de menys de 600 cc. Als països desenvolupats, les motos de carretera amb motor de dos temps són rares, ja que per a complir amb les actuals normes d'emissions haurien d'incorporar costoses modificacions tècniques.
L'engegada del motor s'executa per mitjà del pedal d'engegada o amb un motor d'engegada elèctric.

#### Transmissió

##### Caixa de canvis
La majoria de les motocicletes modernes es basen en una transmissió seqüencial accionada amb el peu, mitjançant una palanca. Alguns altres models munten una transmissió contínua variable o altres tipus de transmissió automàtica o semiautomàtica. La potència del motor pot ser interrompuda o continuada per l'embragatge, en general una sèrie de plaques apilades, orientades alternament a l'interior del motor i a l'exterior, cap a l'eix d'entrada de la transmissió.

##### Transmissió final
Hi ha diversos mètodes de transferència de la potència del motor des de la caixa de canvis a la roda del darrere: per cadena dentada, per corretja de transmissió (sovint també dentada), per eix de transmissió o per una mena de palier, anomenat junta de Cardan.

#### Rodes
Les llandes de les rodes són generalment de raigs d'acer amb eix d'alumini, havent-n'hi també d'aliatges diversos amb més o menys percentatge de carboni o magnesi. Tot i que antigament les rodes constaven de raigs i llandes per separat, actualment es tendeix a fabricar-les totes d'una sola peça. També han quedat amb desús les rodes de raigs tipus filferro entrecreuat (com les bicicletes), ja que avui dia els raigs són gruixuts i únics (com una mena d'estel de cinc puntes). Per a les motos de fora d'asfalt segueix, però, emprant-se el sistema de raigs entrecreuats.

##### Pneumàtics

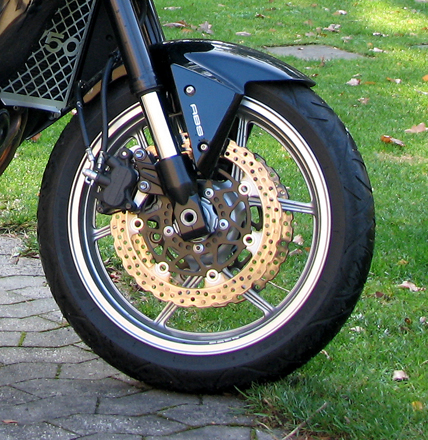
Pneumàtic anterior i fre de disc de la Kawasaki Z 750

Les motocicletes munten bàsicament pneumàtics de goma, i en algunes modalitats en què les punxades són comuns (com ara l'enduro), els pneumàtics s'omplen d'un producte anti-rebentades. La característica principal d'un pneumàtic és la zona de contacte, aquella àrea reduïda que està en contacte amb la superfície de la carretera mentre es condueix. Hi ha pneumàtics dissenyats per a motocicletes esportives, de turisme, de fora d'asfalt i moltes altres modalitats.
Els pneumàtics per a motos de carretera esportives ofereixen una gran adherència, però sovint la seva durada no ultrapassa els 1.500 km, mentre que els de turisme ofereixen el millor compromís entre adherència i durabilitat. També hi ha pneumàtics desenvolupats específicament per a la competició, els quals ofereixen màxima adherència als revolts. Aquests pneumàtics estan pensats per a funcionar a altes temperatures, amb la qual cosa el seu ús al carrer és perillós, ja que en no atènyer la temperatura òptima (assolible només a altes velocitats en circuit tancat) gairebé no ofereixen adherència.
Els pneumàtics de fora d'asfalt tenen bandes de rodament gravades (tacs) per tal d'aconseguir el màxim aferrament en terra solta, fang o grava, la qual cosa els fa menys estables en superfícies pavimentades.

##### Frens
Normalment hi ha dos frens independents en una moto, un conjunt a la roda anterior i un a la posterior. Tot i així, alguns models tenen "frens vinculats" que actuen ensems en totes dues rodes per mitjà d'un sol control.
Els frens del davant són normalment més eficaços que els del darrere: aproximadament dos terços de la potència de frenada prové del fre anterior, degut sobretot a la transferència de pesos característica de les motocicletes.
Els frens poden ser de tambor o de disc (aquests darrers més comuns en motocicletes d'alt nivell), els quals ofereixen una potència de frenada molt superior, especialment en condicions humides. El primer fabricant a introduir un sistema de frens anti-bloqueig (ABS) en una motocicleta fou BMW, el 1981. Altres fabricants han adoptat des d'aleshores aquesta tecnologia, normalment en motocicletes de 500 cc en endavant, tot i que està disponible fins i tot en ciclomotors de 49 cc.

#### Instruments
Les motocicletes de carretera tenen un quadre de comandament que sol constar de velocímetre, comptaquilòmetres i tacòmetre. N'hi ha també que tenen mesuradors de nivell de combustible, i alguns models compten també amb un petit dipòsit de reserva que cal activar en cas d'exhaurir el del dipòsit principal. Darrerament, les motocicletes més evolucionades inclouen sistemes de navegació GPS, ordinadors multi-funció i fins i tot equips d'àudio, especialment les motocicletes de gran turisme.

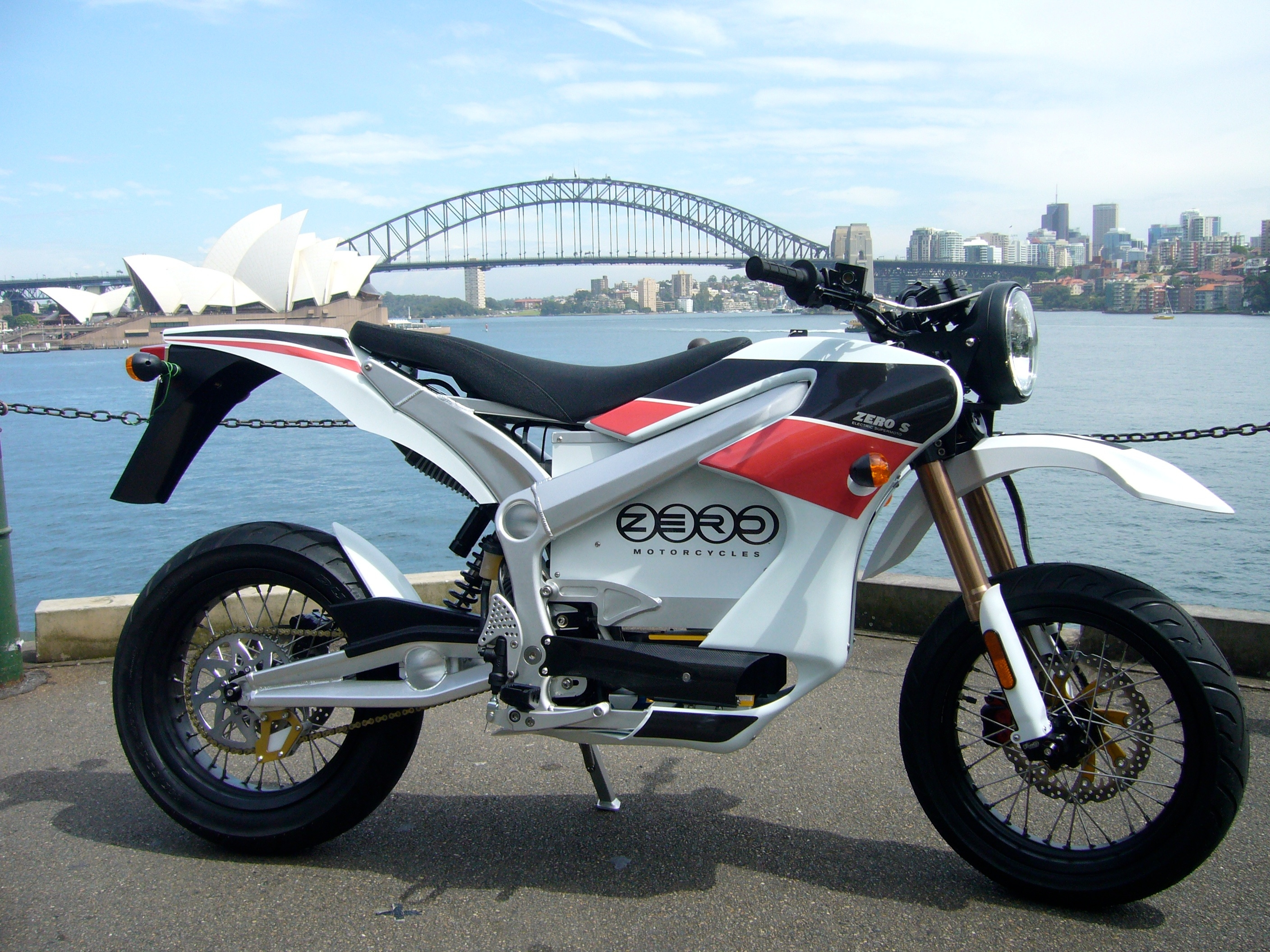
Supermoto elèctrica de Zero Motorcycles

### Motocicletes elèctriques
Les motocicletes elèctriques presenten molts avantatges mediambientals envers les tradicionals: són gairebé del tot silencioses, no consumeixen combustible i no produeixen emissions contaminants, gràcies al seu motor elèctric. En contrapartida, la seva autonomia de funcionament i velocitat màxima són inferiors a causa de les limitacions actuals de la tecnologia basada en bateria elèctrica. Un altre tipus de moto elèctrica actualment en desenvolupament són les propulsades per pila de combustible, així com vehicles híbrids (amb motor de combustió i bateria elèctrica). Entre els models més coneguts de motocicletes elèctriques i ha l'ENV d'Intelligent Energy, algun escúter Honda, les Yamaha FC-AQEL i Gen-RYU i els models de fora d'asfalt de Zero Motorcycles. A Catalunya, Volta Motorbikes n'està desenvolupant un model urbà, la BCN, que té previst de comercialitzar durant el 2012.

## Aspectes socials

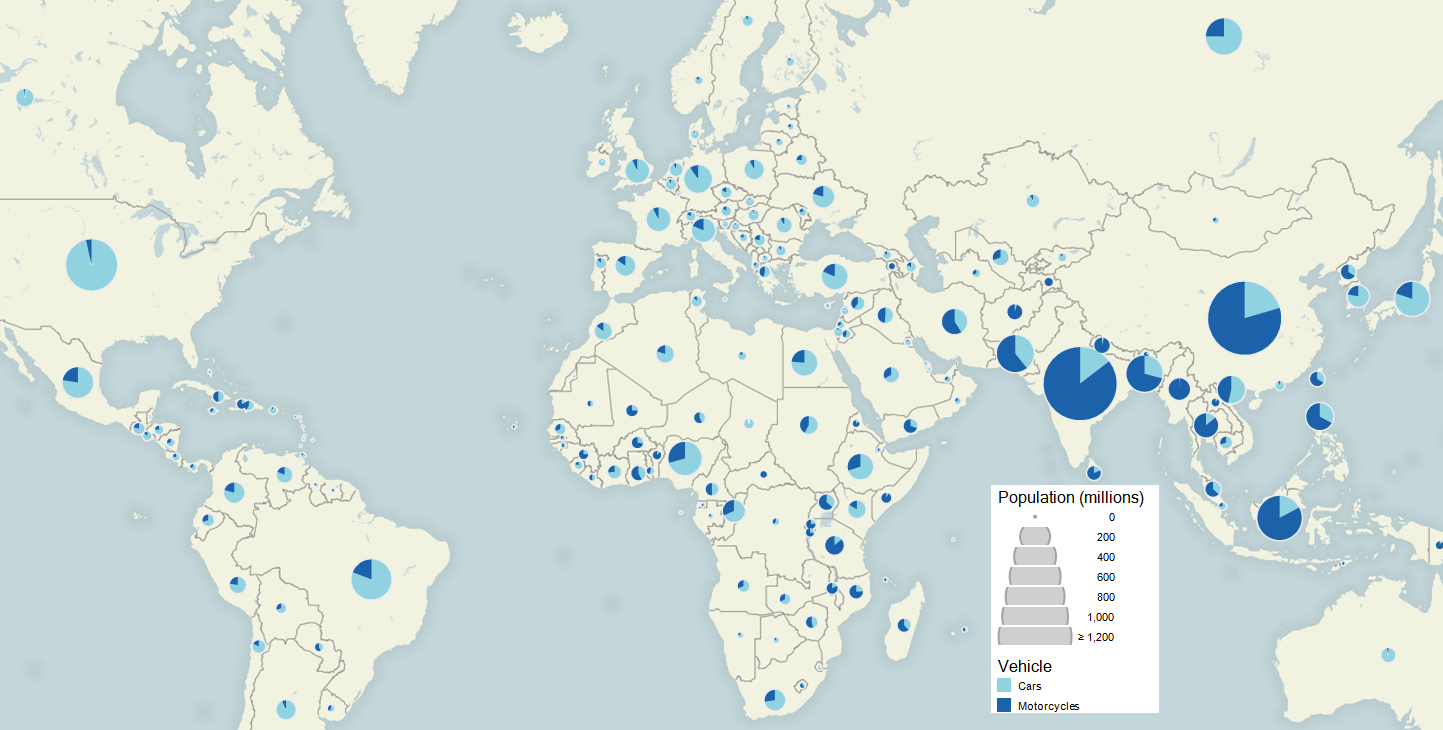
Comparació del nombre de motocicletes (blau marí) envers el d'automòbils (blau cel) arreu del món. Situació a data de 2002.

La motocicleta gaudeix de gran popularitat en àmplies zones del planeta i és present en diverses manifestacions de la vida laboral, social i cultural de gairebé totes les capes socials arreu dels cinc continents. Així, com a mitjà de transport ha estat i és un element indispensable en diverses ocupacions, essent el vehicle més usual de missatgers, carters, repartidors de menjar a domicili i feines similars. És també un vehicle principal en cossos policials i militars, així com en tasques de suport a cossos de bombers, Creu Roja i serveis mèdics. Hi ha països on és un dels mitjans de transport públic més habitual, en forma de taxi.

### Esport
Un dels vessants més coneguts de la motocicleta és l'esportiu, nascut gairebé al mateix moment que aquest vehicle. Avui dia, el motociclisme és un esport amb milions de seguidors arreu del món: les retransmissions dels Grans Premis del mundial de velocitat obtenen audiències televisives importants, i hi ha certs esdeveniments que apleguen gran quantitat d'espectadors, com ara l'Enduro de Le Touquet que sovint concentra 300.000 espectadors a les platges de Normandia.
Al mateix temps, les múltiples disciplines d'aquest esport compten amb milers de practicants a gran nombre de països. A grans trets, es podrien classificar les diverses facetes del motociclisme en tres grans grups: motociclisme de carretera (velocitat i resistència), de fora d'asfalt (trial, motocròs, enduro, etc.) i de pista (curses en pista ovalada que recorden els hipòdroms). Hi ha països on algunes d'aquestes manifestacions generen tot un ambient d'afeccionats i clubs al seu voltant, en certa manera similar als dels equips de futbol, com és el cas dels nombrosos clubs de Speedway anglesos o polonesos, que disputen lligues equiparables a les d'altres esports convencionals. En altres països, sobretot a l'Europa de l'est, hi ha molta afecció al motoball (espècie de futbol que es practica en moto), existint-ne lligues estatals i interestatals.

### Associacionisme

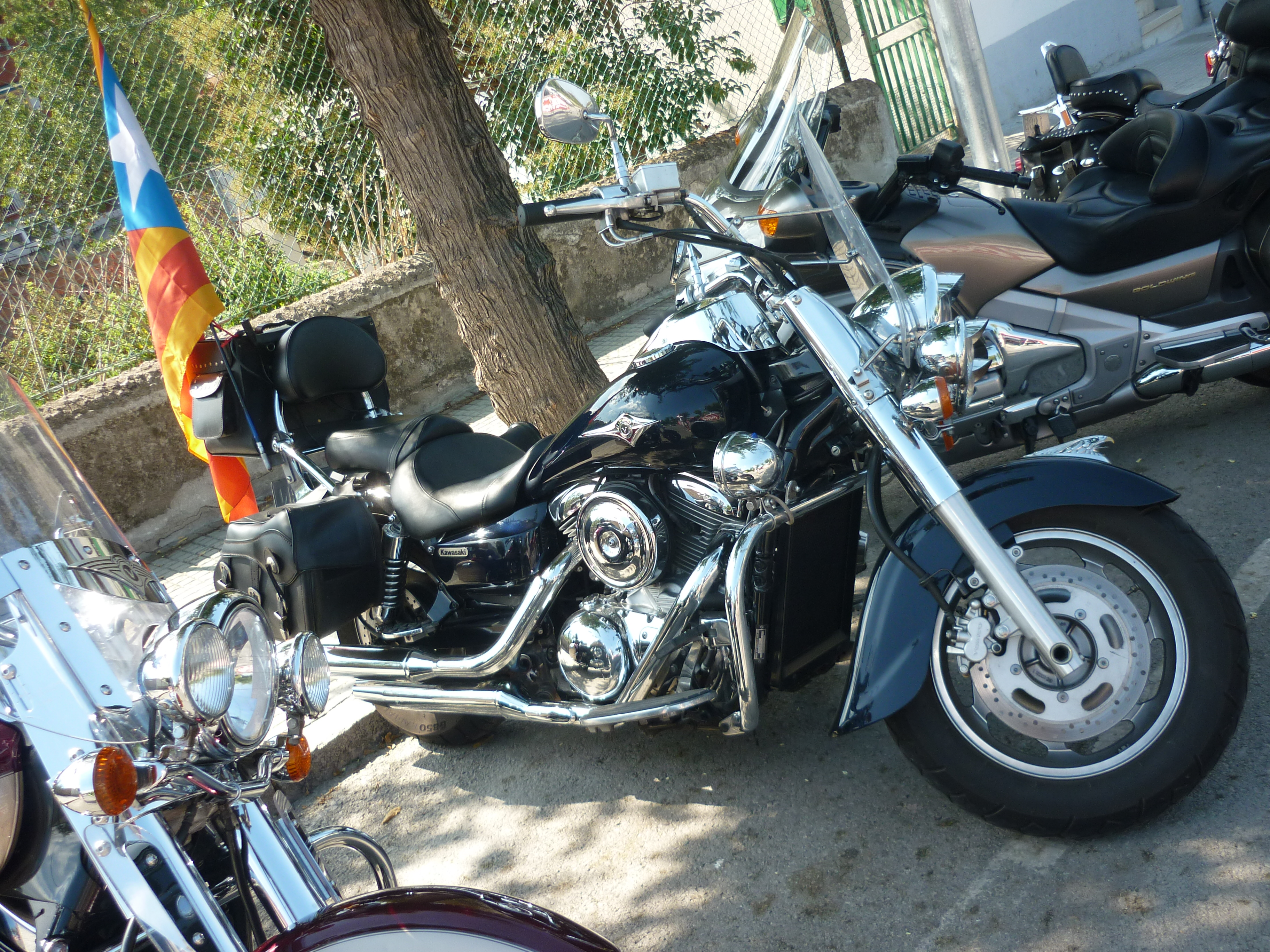
Una "Custom" amb estelada, en una concentració motociclista a Martorelles

A banda de les federacions i entitats esportives que regulen l'aspecte competitiu de la motocicleta, són diverses les associacions de motociclistes existents arreu del món, des de les estrictament esportives fins a les de lleure, en forma de Motoclubs, Escuderies i grups similars. Normalment, aquests clubs es creen per a enfortir vincles geogràfics (Motoclubs de poblacions o comarques determinades) o entorn d'una afecció comuna, ja sigui la predilecció per una marca o un cert tipus de motocicleta. N'hi ha que s'associen també per afinitats ideològiques, com ara el grup Motards Independentistes. L'associació, constituïda formalment el 12 de febrer del 2011 a Folgueroles, té entre les seves finalitats organitzar sortides i manifestacions en moto per a reivindicar el dret a la independència dels Països Catalans.
Una de les manifestacions més grans de l'associacionisme motociclista són les concentracions, organitzades amb motiu d'algun esdeveniment esportiu o no, que acostumen a atraure milers de motoristes de diverses procedències en un lloc concret durant un o més dies, amb acampades i tota mena d'activitats alternatives. Sovint, aquestes concentracions van acompanyades d'actuacions més o menys espontànies de motociclistes que es dediquen a fer acrobàcies o números d'especialista, algunes vegades de forma incívica pel mig de les poblacions properes, però normalment en espais delimitats. Actualment, unes de les concentracions més populars són la International Motorcycle Concentration Faro, organitzada prop d'aquesta població de l'Algarve (Portugal) i la International Imatra Motorcycle Touring Concentration a Finlàndia. A Catalunya, durant les dècades de 1970 i 1980 fou molt coneguda la Concentració Motociclista Internacional de Pont de Suert, organitzada anualment al mes de juliol pel Pole Position M.C. i la revista barcelonina Solo Moto. L'esdeveniment aplegava milers de motoristes d'arreu d'Europa als afores d'aquesta població de l'Alta Ribagorça.

### Subcultures

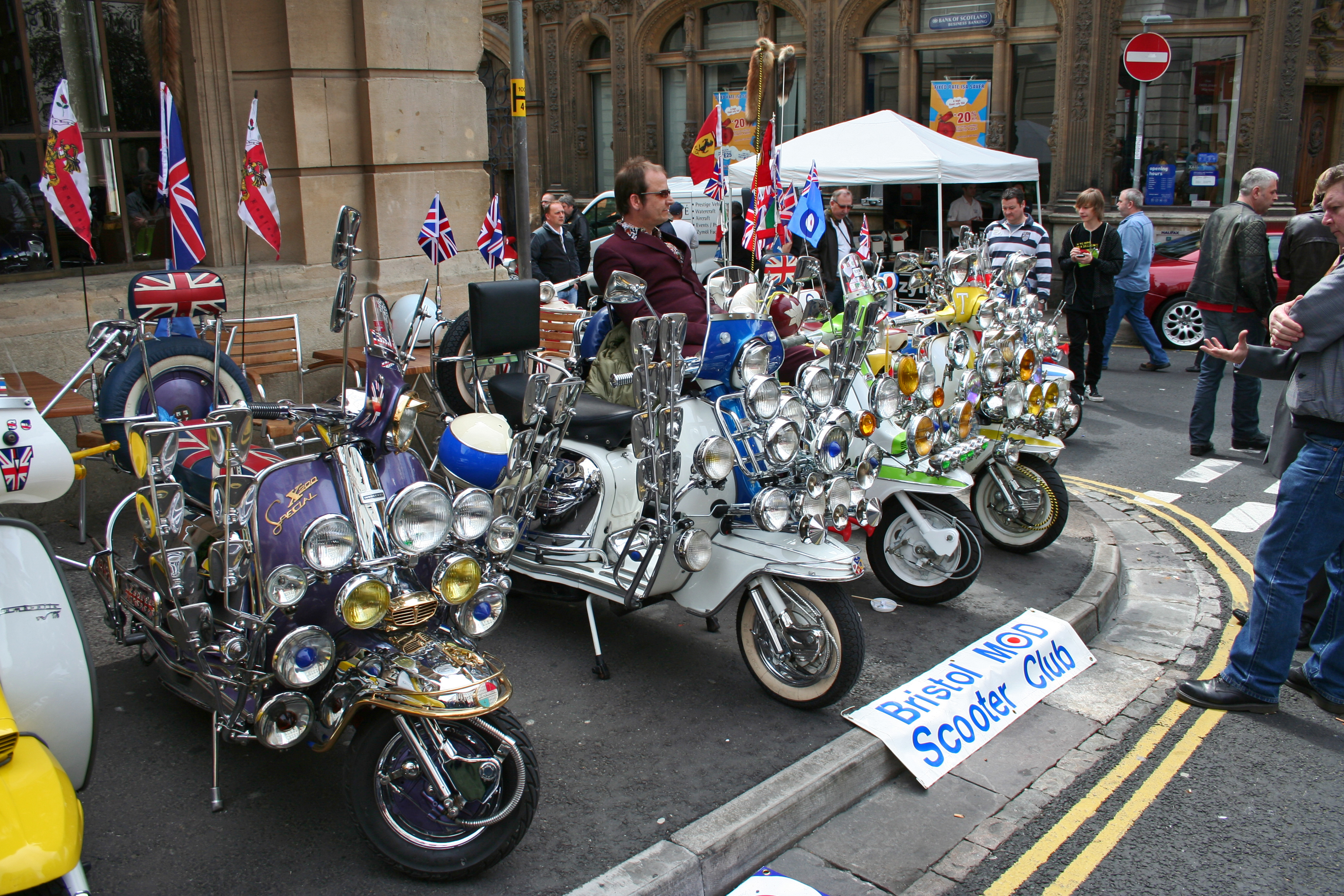
Escúters típics dels Mods en un aplec d'aquest moviment a Bristol el 2008

Són diverses les subcultures que ha generat la motocicleta al llarg de la seva història, moltes d'elles plenament vigents avui dia. Les més conegudes són aquestes:
- Motards, apel·latiu francès per a "motorista" amb què són coneguts a molts països els aimants de la motocicleta que viuen la seva afecció al límit, sovint en grups i participant en tota mena de trobades i sortides de cap de setmana.
- Stunt o especialistes, motociclistes a qui els agrada practicar tota mena d'acrobàcies i que organitzen trobades amb aquesta finalitat. De vegades aprofiten concentracions i esdeveniments esportius per a practicar les seves habilitats, i fins i tot alguns d'ells n'han acabat esdevenint professionals.
- Hells Angels (Àngels de l'infern), coneguts pel fet de formar grups nombrosos de motoristes que es dediquen a vagarejar amunt i avall als comandaments de Harley-Davidson i motos similars (sovint fortament personalitzades, conegudes com a Chopper). Inicialment eren una banda delictiva, sorgida a Califòrnia al tombant dels anys 50, però aviat la seva estètica i estil de vida trobà imitadors arreu del món i avui són presents en molts països en forma de grups o bandes diverses, no necessàriament delictives. Se'ls distingeix fàcilment per la seva indumentària (roba texana o de cuir negre, amb gorres de plat o antics cascs de guerra alemanys), aspecte (cabells llargs i tatuatges) i actitud provocadora.[36]
- Mods (de Moderns), tribu urbana apareguda a Londres als anys 1950 i que encara existeix a diversos països europeus. El seu element natural és la ciutat i tenen predilecció per la moda, l'art (pintura, literatura i música) i especialment pels escúters -sobretot, Lambretta-, els quals decoren amb multitud de cromats, retrovisors, miralls i altres accessoris. La pel·lícula Quadrophenia de The Who (1979) és un fidel retrat de tot aquest moviment.
- Café racers, tribu urbana apareguda també a Londres durant la dècada del 1960. Estèticament són una mescla entre els rocker/rockabilly clàssics i els pilots de motociclisme dels seixanta. Les seves motos són models estàndard de carretera optimitzats per a la velocitat.

#### Choppers

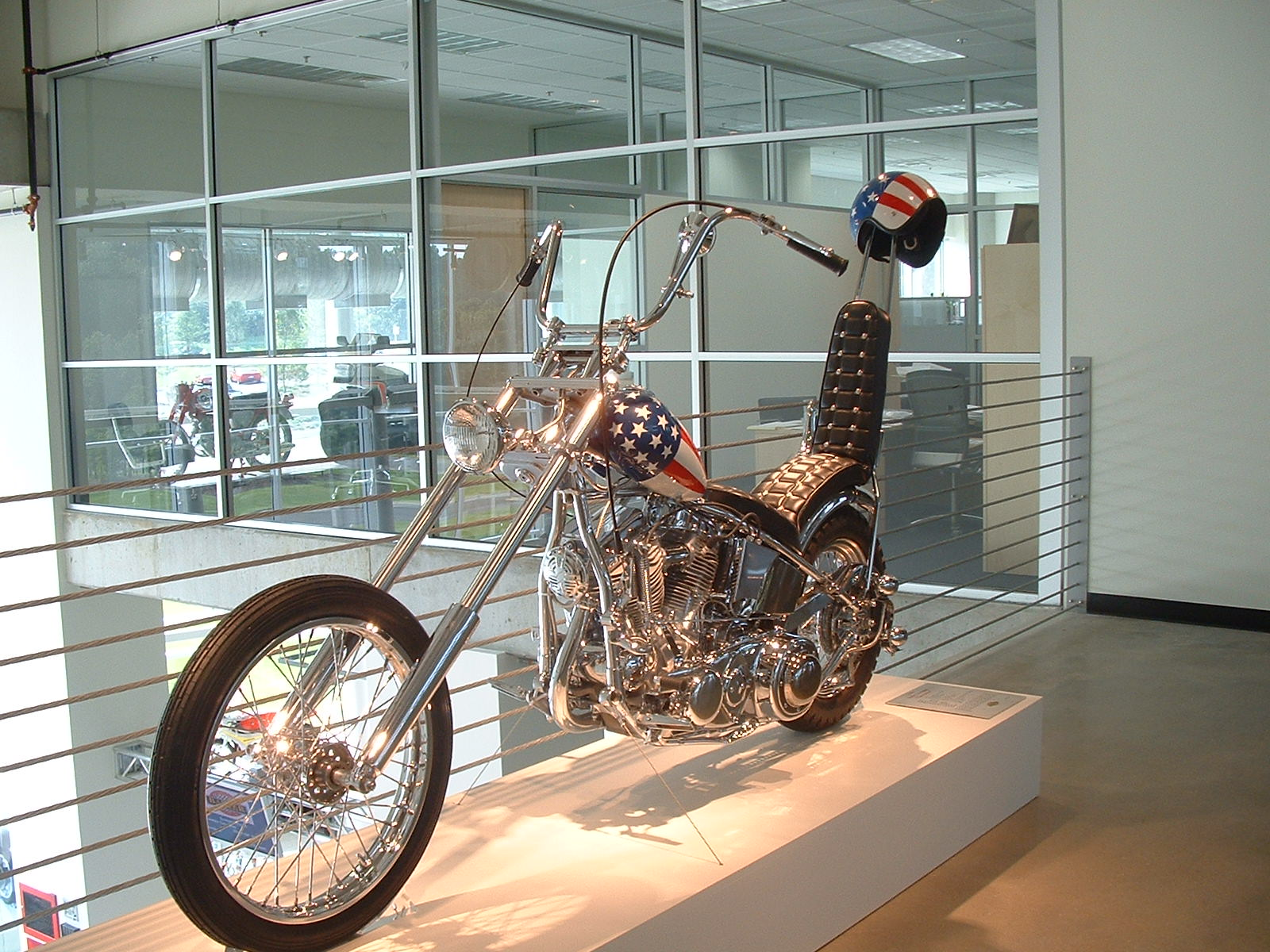
La Chopper que counduïa Peter Fonda a Easy Rider (1969)

Les anomenades "Chopper" (de l'anglès "chop", tallar, pel fet que se'ls tallen peces supèrflues), nasqueren a la costa oest dels EUA, quan els Àngels de l'infern de Califòrnia s'adonaren que les pesades motocicletes que feien servir (bàsicament, Indian i Harley-Davidson), milloraven força de rendiment a còpia de modificar-ne l'estructura. Al mateix temps, el desig de posseir un exemplar únic feia que cada usuari decorés la seva moto i la preparés de la forma més original possible. Les característiques més habituals en una Chopper són un xassís retallat per tal de fer-lo més baix, manillar alt de formes diverses, forquilla anterior allargada i d'angle exagerat, tubs d'escapament apujats i abundància de cromats pertot. Els dipòsits de benzina s'acostumen a fer a mida i es decoren amb dibuixos i gràfics artístics. Les Chopper experimentaren una gran popularitat arreu del món gràcies a la pel·lícula Easy Rider (1969), on Peter Fonda i Dennis Hopper en pilotaven sengles exemplars.

### Col·leccionisme

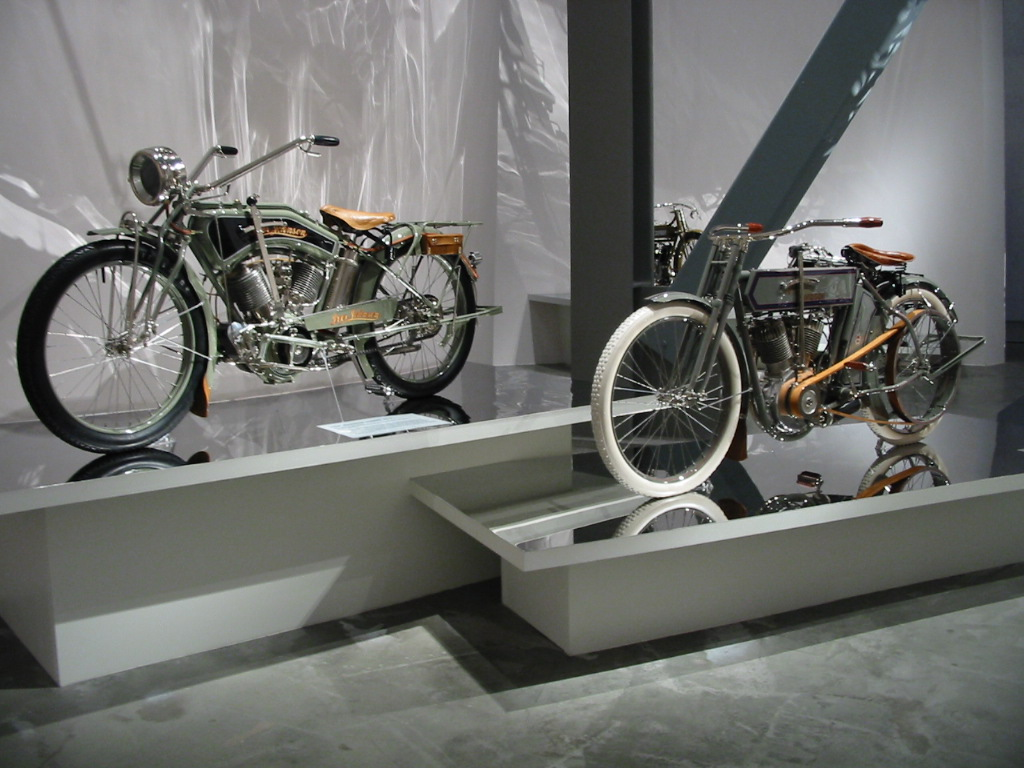
Exposició The art of the motorcycle al Guggenheim Las Vegas (2003)

La passió per col·leccionar models antics o especials de motocicleta és de cada cop més present arreu del món, i hi ha molts afeccionats que dediquen les seves hores de lleure a cercar, restaurar fidelment i conservar tota mena de motocicletes. Alguns d'ells han arribat a inaugurar museus particulars per tal d'obtenir un rendiment econòmic de la seva activitat, o pel simple plaer de mostrar al públic la seva obra. Un dels més coneguts és el de l'ex-campió de trial Sammy Miller, el Sammy Miller Motorcycle Museum (fundat el 1964 a New Milton, Hampshire), però n'hi ha arreu del món: el Toni Gruber Museum a Allgäu (Baviera, Alemanya), el London Motorcycle Museum i el Barber Vintage Motorsports Museum a Anglaterra o el Museo dello Scooter a Assís (Itàlia). Als Països Catalans hi destaquen el Museu de la Moto de Bassella i el Museu de la Moto de Barcelona (tots dos fundats per la família Soler de Bassella), el Museu de la Moto de Canillo, el Museu Isern de la Moto de Mollet del Vallès (fundat per Josep Isern) i el Museu de Vehicles Històrics Vall de Guadalest, al Castell de Guadalest.
Hi ha també museus propietat d'empreses productores, com el Harley-Davidson Museum a Milwaukee (EUA) o el BMW-Museum a Múnic (Alemanya). Una important col·lecció és la de la família Permanyer -antics propietaris de Montesa- que compta amb centenars de models d'aquesta marca, actualment exposada al Museu de la Ciència i de la Tècnica de Catalunya, a Terrassa, sota el títol Viva Montesa!. Al Museu Guggenheim de Nova York s'hi organitzà una important exposició durant el 1998 anomenada The art of the motorcycle, que mostrava models destacats per la seva importància històrica o disseny innovador.

### Marxandatge i moda
Un dels efectes de l'actualitat de la motocicleta és el de la proliferació de tota mena d'objectes de consum basats en marques o models determinats, essencialment dins el món de la moda però també tot tipus d'elements de marxandatge. Així, avui dia marques ja desaparegudes com ara Bultaco, BSA o Norton ofereixen una extensa gamma de productes que amb el reclam d'una marca mítica obtenen bona quota de mercat. Altres marques com ara Montesa i OSSA, que acaba de reaparèixer, han optat també per endinsar-se en el sector del tèxtil.
Relacionat amb això, cal esmentar el gran nombre de sèries de segells de correus dedicats a la moto i al motociclisme que s'imprimeixen arreu del món, ja sigui per a commemorar determinada marca històrica o dedicats a pilots o models destacats.

### La moto i la música
Hi ha infinitat de cançons que parlen de la motocicleta, ja sigui com a element destacat de la lletra o simplement complementari. Tot seguit, una llista de les més conegudes:
- The Motorcycle Song (Arlo Guthrie). Per a molts afeccionats, la millor cançó dedicada mai a una motocicleta[41]
- Born to be Wild (Steppenwolf). Fou el tema principal de la pel·lícula Easy Rider (1969)
- Bat out of Hell (Meat Loaf, 1977), inclosa a l'àlbum homònim (el qual, amb 43 milions de còpies venudes arreu del món, és el cinquè més venut de la història). A la portada de l'àlbum hi ha una il·lustració de Richard Corben on un motorista sobrenatural surt volant del subsòl d'un cementiri al damunt d'una potent quadricilíndrica (la «silver and black phantom bike», que diu la lletra). A la cançó, coneguda també com a The motorcycle song, hi destaca un llarg solo de guitarra imitant el so d'un potent motor de motocicleta. Aquest solo fou improvisat pel productor, Todd Rundgren, durant la sessió de muntatge final, quan Jim Steinman (el líder del grup) es queixà que no hi havia inclòs el so d'un motor real que li havia demanat.
- Too Old to Rock and Roll, Too Young to Die (Jethro Tull). Parla d'un vell rocker aimant de les motos: «He once owned a Harley Davidson and a Triumph Bonneville ...»[42]
- La Moto (Pere Tàpias). Inclosa en el disc 400 pendons (1979), és la cançó més coneguda de Tàpias i un referent dins la Nova Cançó. La seva lletra retrata còmicament la passió motociclista dels "motards":[43]

| «                                          | Passeu del meu funeral si un bon dia me la foto; a mi poseu-me en un forat, però arregleu-me la moto. | » |
| — Pere Tapias, La Moto (400 pendons, 1979) | |   |

Hi ha cançons dedicades a models o marques concretes, com ara aquestes:
- New Sensations (Lou Reed). Reed hi canta la seva predilecció per la Kawasaki GPZ: «I took my GPZ out for a ride. The engine felt good between my thighs ... I love that GPZ so much, you know that I could kiss her».[42]
- Els tres mosqueters (La Trinca, 1972). Tot i no ser-ne el tema principal, sí que s'hi esmenta de forma destacada la marca Derbi: «Me s'ha comprat una Derby / i també un televisor / una nevera i un Turmix / i un tocadiscos histèric».[44] La Trinca es referia aquí al mític ciclomotor Antorcha, model produït per Derbi durant els anys 60 i 70 que fou molt popular entre la classe obrera (especialment entre els manobres, fins al punt que se'l coneixia com a "Derbi Paleta").
- Unknown Legend (Neil Young): «Somewhere on a desert highway, she rides a Harley-Davidson. Her long blonde hair flyin in the wind ...»
- Altres cançons de temàtica semblant són, per exemple: Harley-Davidson Blues (Canned Heat), Harley Davidson (Brigitte Bardot i Serge Gainsbourg, 1968) o Little Honda (The Beach Boys)

N'hi ha també moltes que parlen de córrer carretera enllà conduint una motocicleta: 
- Ghost Rider (Rush). Neil Peart, bateria i lletrista de Rush i gran afeccionat a les motocicletes, patí una tragèdia familiar arran de la qual obrí un sanatori vora la carretera[41] i escrigué el llibre Ghost Rider: Travels on the Healing Road (obra de referència per a molts motociclistes de llarga distància). La cançó parla del plaer de viatjar sense rumb amb la moto.
- Altres cançons de temàtica semblant són, per exemple: The Other Kind (Steve Earle), Motorcycle Mama (Neil Young), Roll Me Away (Bob Seger), Motorbikin' (Chris Spedding), Born to Run (Bruce Springsteen), Motorcycle (Love & Rockets), IronHorse/Born To Lose (Motörhead), Ride The Wind (Poison) o Dead or Alive (Bon Jovi).

Cal esmentar també l'àlbum Steve McQueen (1985) de Prefab Sprout. Dedicat a l'actor nord-americà, gran afeccionat al motociclisme, en honor seu els components del grup apareixen a la portada damunt d'una Triumph dels anys 60. Finalment, el grup The Crestones ha editat una recopilació de cançons sobre motocicletes que s'anomena Motorcycle Gang.

### La moto en la ficció

#### Còmic

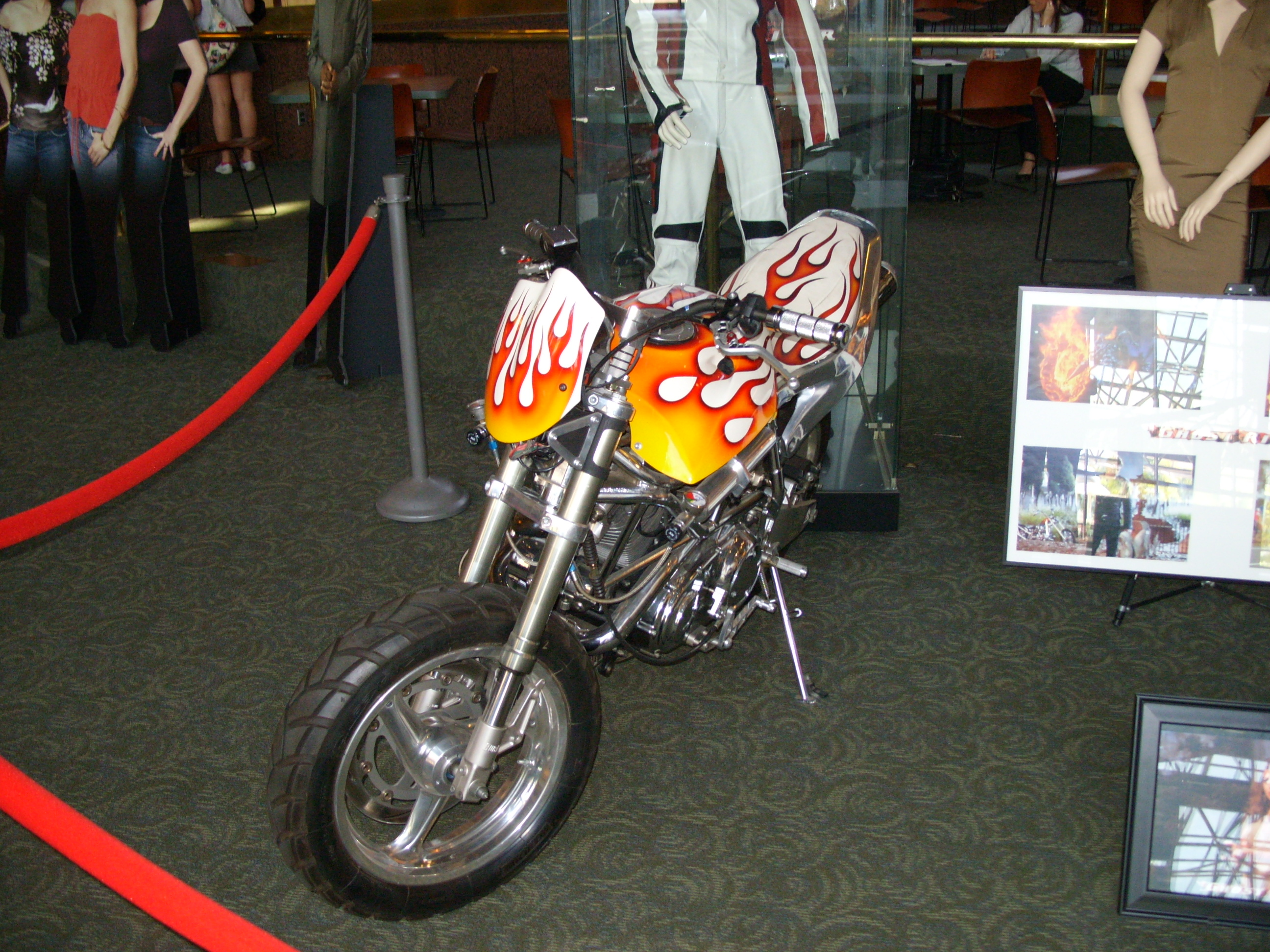
Motocicleta apareguda a l'adaptació cinematogràfica de Ghost Rider (2007)

Element molt present als còmics, les motocicletes són habituals per exemple als àlbums d'en Tintín, on n'apareixen gran nombre de models conduïts pel jove reporter i per altres personatges. A les aventures de Tintín s'hi pot observar l'evolució tècnica d'aquest vehicle des del primer àlbum (Tintín al país dels soviets) on hi surt un antic sidecar, fins al darrer complet (Tintín i els «Pícaros») en què Hergé hi va dibuixar les Harley-Davidson de la policia de San Teodoros.
Al manga Akira, els personatges Kaneda i Tetsuo pertanyen a una banda de motociclistes anomenada "The capsules" que s'enfronta sovint amb la banda rival "The clowns", tots a bord de potents motos esportives.
Altres personatges són més poc creïbles: A Judge Dredd, el protagonista condueix una grossa i futurista motocicleta, la "Lawmaster", equipada amb metralladores, un potent canó làser i intel·ligència artificial (pot obeir ordres del seu propietari i circular per si mateixa). Ghost Rider és un heroi de Marvel que, en transformar-se, esdevé un motociclista salvatge amb el cap en flames, capaç de conduir la moto a gran velocitat fins i tot parets amunt o sobre l'aigua. Finalment, cal esmentar el Batcycle (també anomenat Batpod), la moto d'en Batman, teòricament una versió modificada d'una moto de carrer amb motor V-4 de 786 cc, refrigerat per aigua i amb carburador controlat per ordinador. Entre altres millores, disposa de pantalla antibales.
A banda de les moltes versions de Batman, algunes d'aquestes obres han estat portades al cinema: Akira (1988), Judge Dredd (1995, protagonitzada per Sylvester Stallone), Ghost Rider (2007, amb Nicolas Cage) i Les aventures de Tintín: El secret de l'Unicorn (2011, dirigida per Steven Spielberg).

#### Cinema

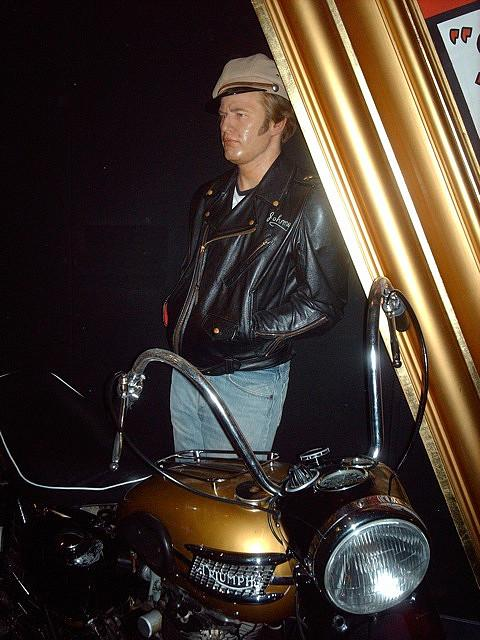
Estàtua de Marlon Brando al museu de cera de Londres, amb una Triumph com la que conduïa a The Wild One (1953)

Òbviament, en tant que objecte d'ús quotidià, la moto apareix en incomptables pel·lícules d'una manera o altra, però en determinades obres esdevé un element cabdal o destacat de l'acció. Potser la primera pel·lícula en què el centre de l'argument eren la moto i allò que gira al seu entorn fou El salvatge (The Wild One) (1953), on Marlon Brando interpretava el cap d'una banda de motoristes antisocials anomenada Black Rebels, una mena de primitius Hells Angels. La seva imatge vestit de cuir damunt la Triumph Thunderbird 6T creà escola.
L'any 1963 s'estrenà La gran evasió, film bèl·lic en què Steve McQueen protagonitzava una espectacular fugida a bord d'una motocicleta militar (en realitat, una Triumph Trophy TR6 degudament camuflada). Arribat al final del camí, es troba un alt filat i decideix saltar-lo amb la moto, al més pur estil de motocròs, en una seqüència mítica dins el gènere de fugides. Cal dir que l'escena la protagonitzà gairebé tota en persona el mateix McQueen (només el doblà en el salt l'especialista Bud Ekins), ja que en la vida real era un gran afeccionat al motociclisme i competia sovint en curses de motocròs i enduro. Probablement la pel·lícula més famosa al voltant de la motocicleta sigui Easy Rider (1969), una road movie dirigida per Dennis Hopper i produïda per Peter Fonda (i protagonitzada per tots dos, a més de Jack Nicholson). Durant el film, Fonda i Hopper recorren quilòmetres i quilòmetres a bord de sengles Chopper, fet que popularitzà enormement aquesta mena de motocicletes.
El 1971 coincidiren en cartellera dues pel·lícules basades únicament en la motocicleta i el seu entorn. L'una era Evel Knievel, biografia dramatitzada del famós especialista en espectacles motociclistes de risc, interpretat per George Hamilton. L'altra era On Any Sunday, un documental sobre el motociclisme que obtingué una nominació per a l'Oscar al millor documental de 1972. A la pel·lícula hi apareixen pilots de motociclisme aleshores famosos i Steve McQueen interpretant-se a si mateix: se'l veu en diverses curses a bord de la seva Husqvarna i en la memorable escena final, on ell i dos pilots professionals condueixen les seves motos per una platja deserta mentre es pon el sol.
A Rollerball (1975) uns patinadors -entre els quals, James Caan- disputen curses mortals al voltant d'una pista ovalada ajudats de companys motoritzats, a bord d'unes motos futuristes. Una pel·lícula amb molt d'ambient motociclista és Quadrophenia (1979). Basada en l'òpera rock del mateix nom de The Who, la pel·lícula donà a conèixer arreu del món l'ambient dels Mod anglesos durant la dècada de 1960, els quals hi apareixen sovint amb un estol de petits escúters fortament personalitzats. El cap d'una d'aquestes colles, un jove grum que de nit és l'amo de les discoteques, és interpretat per Sting. La pel·lícula acaba amb una cèlebre escena en què sembla que Jimmy Cooper, el personatge protagonista, se suïcida tot estimbant-se des d'un penya-segat amb el seu escúter, tot i que finalment es veu com cau la moto tota sola.
El 2011 s'estrenà "El sicari de Déu" (Priest, basada en el còmic homònim de Hyung Min-woo), on Paul Bettany i Maggie Q interpreten uns capellans caçadors de vampirs en un món desolat per la guerra. Per a desplaçar-s'hi, condueixen unes motos futuristes dotades de grans pneumàtics i propulsades per turbines, capaces de superar els 450 km/h. L'empresa d'efectes especials que les construí va partir del model SFV650 Gladius de Suzuki.
Com a curiositats, sengles motocicletes Montesa aparegueren a les pel·lícules Big Jake (1971, protagonitzada per John Wayne) i Freebie and the Bean (1974, amb James Caan). A Big Jake, John Wayne s'enfundava una granota de mecànic de Montesa, fet que convertí la marca en una icona. En una seqüència de la comèdia hispano-italiana I si no, ens enfadarem (1974), Terence Hill pilotava una OSSA 250 Enduro AE 73.

## Tipus de motocicletes
A mesura que evolucionava en l'aspecte tecnològic, la motocicleta s'anava especialitzant en diverses modalitats, pensades cadascuna per a satisfer una determinada necessitat. Actualment, es podrien classificar les diverses modalitats de motocicleta existents en dos grans grups principals: motos de carretera i motos de muntanya a banda d'altres de difícil catalogació. Finalment, dins els tipus de motocicleta s'hi poden distingir també categories específiques.

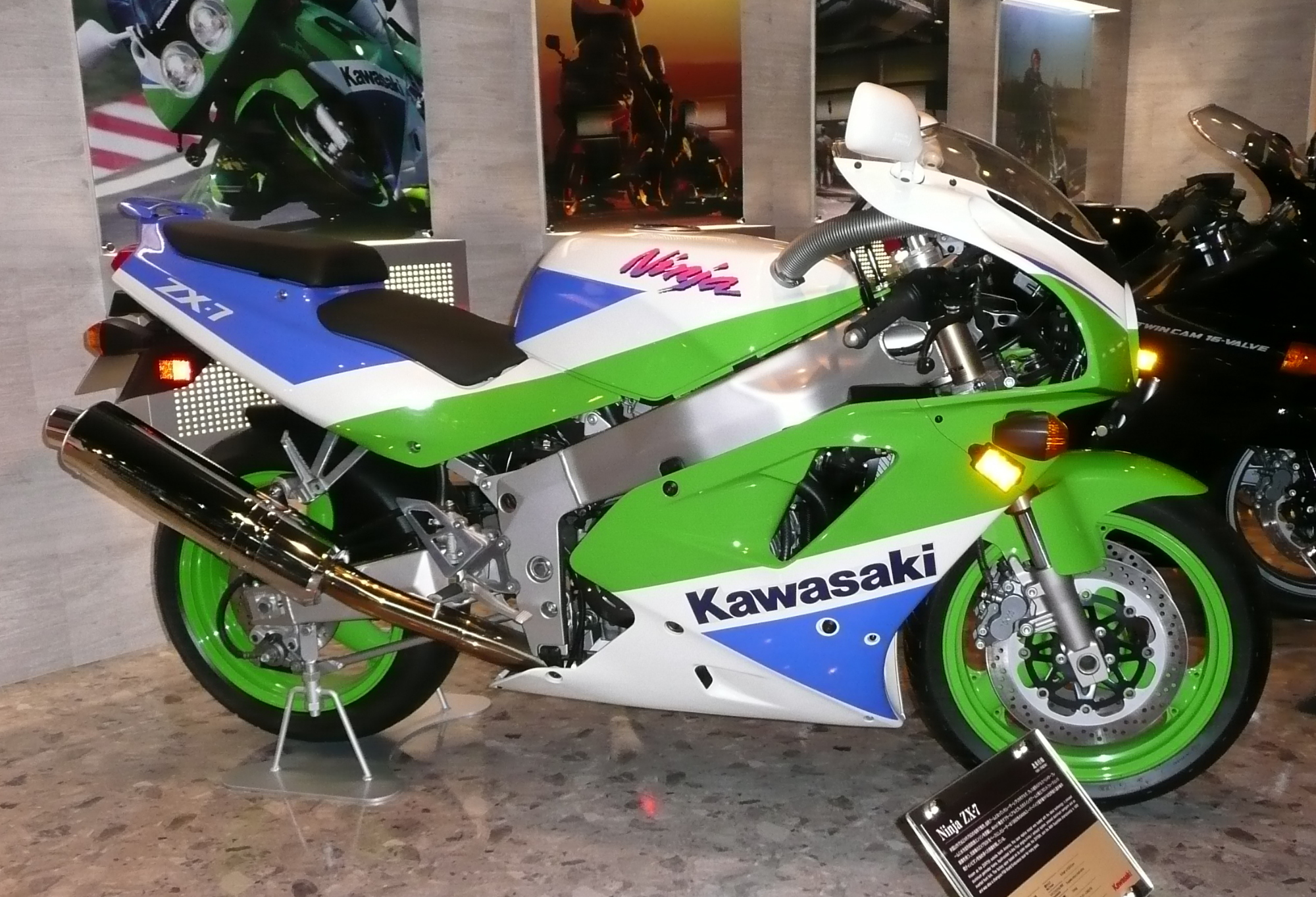
Kawasaki Ninja ZX-7 (Esportiva, 1991)

- Motos de carretera: La motocicleta de carretera serveix per a circular per carretera i per zones urbanes.[50] N'hi ha de característiques ben definides, com ara aquestes:
  - Esportives: Estèticament properes a les motos de competició de velocitat[51]
  - Gran turisme: Pensades per a circular amb passatger, disposen d'amplis carenats, grans maletes laterals i bagul posterior.[52]
  - Turisme: Són motos de qualsevol cilindrada pensades per a la carretera sense pretensions esportives.[53]
  - Custom: "Personalitzada" en anglès. Originades a imitació de les primeres Chopper.[54]
  - Naked: "Nua" en anglès, nom que els ve pel fet de mancar de cap mena de carenat o pantalla.[55]
  - Trail: "Camí" o "pista" en anglès. El nom es començà a generalitzar a mitjan anys 80 referit a motos d'enduro adaptades a l'ús en carretera, però actualment la seva filosofia ha variat més cap a motos de carretera adaptades a l'ús per camins i pistes forestals fàcils.[56]
  - Supermoto: Anomenades també Supermotard, recorden estèticament a les de motocròs.

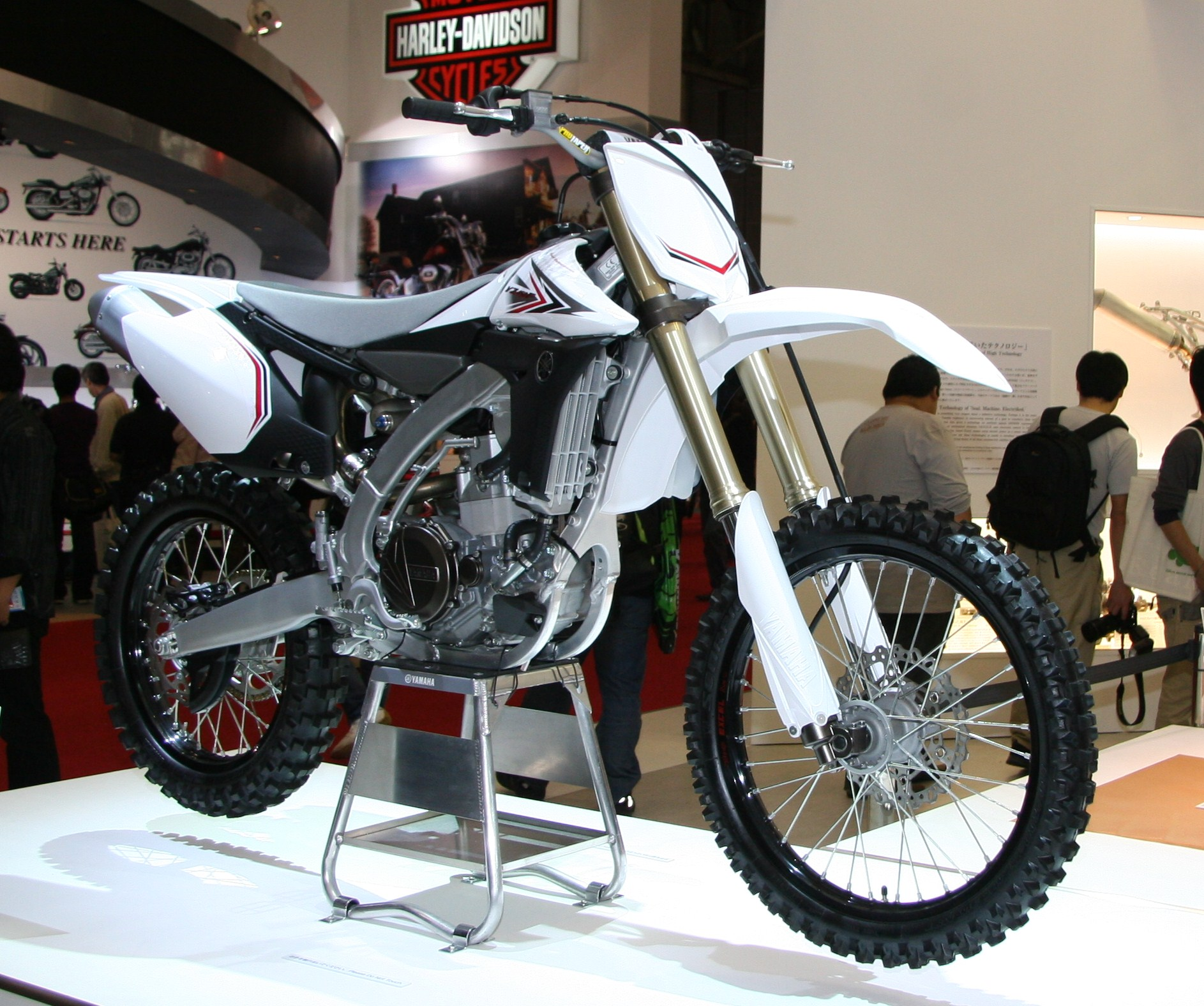
Yamaha YZ450F (Motocròs, 2010)

- Motos de muntanya: Conegudes també com a motocicletes tot terreny, fora d'asfalt o off-road, serveixen per a circular per zones rurals.[57] N'hi ha tres modalitats principals:
  - Trial: Són de mida reduïda per a facilitar-ne el pilotatge i estan dissenyades per a conduir-les dret, ja que corren poc i el que cal és poder superar-hi grans obstacles.[58]
  - Motocròs: Són motos destinades únicament a aquest esport, per tant no poden ésser matriculades ni circular legalment fora dels circuits de motocròs.[59]
  - Enduro: Atès que aquesta modalitat es desenvolupa en zones obertes, camins i carreteres, han de disposar d'instal·lació d'enllumenat per tal de poder ser homologades i matriculades. Es deriven de les de motocròs, però gaudeixen de motors més dòcils (caixa de canvis més esglaonada) i silenciosos.[60]
- Motos especials: Dins aquest apartat hi hauria diverses motocicletes de competició no homologables per a la via pública, destinades únicament a l'esport, en totes les seves modalitats:
  - Curses sobre asfalt: N'hi ha per a curses de velocitat, de resistència i d'acceleració.[61]
  - Curses en pista ovalada: Especialitzades en cadascuna de les seves disciplines, com ara Speedway, Grasstrack, Flat track o «Ice Speedway».
  - Hillclimb: Adaptades a l'ascensió de turons
  - Motocicletes emprades en curses de ciclisme darrere moto. N'hi ha del tipus moto stayer i del moto derni.[62]
  - Una motocicleta especial fou la "Lunar Motorbike", prototipus desenvolupat per la NASA el 1969.[63]
  - Minimotos: Disposen de motor monocilíndric de 2T i 49 cc, frens de disc i un sòlid xassís que pot suportar pesos de fins a 125 kg.[64]
- Categories específiques:
  - Sidecars: Actualment han caigut en desús i s'imposa el seu vessant lúdic i esportiu,[1] existint-ne versions preparades per a diverses modalitats de motociclisme.
  - Escúters: Fins no fa gaire tenien motors de poca cilindrada i oferien prestacions modestes, però darrerament n'han aparegut versions de fins a 650 cc.[65]
  - Ciclomotors: Tot i que la legislació actual no els considera com a motocicletes, en constitueixen el gruix de la producció. Per a ser considerats com a tals, el motor ha de ser de menys de 50 cc i no poden superar els 60 km/h de velocitat màxima.[66]
  - Velomotors: Malgrat que sovint se'l pren com a tal, no és ben bé un ciclomotor ans una motocicleta lleugera proveïda d'un motor de poca cilindrada,[67] però superior als 50 cc.

## Vehicles derivats
Hi ha diversos vehicles que deriven directament o s'inspiren en la motocicleta. En destaquen aquests:
- Tricicles: Entenent com a tals, no pas els sidecars sinó una mena de motocicleta amb tres rodes, normalment amb dues al darrere i una davant, tot i que n'hi ha també que les duen a la inversa. Coneguts com a Trike, als EUA són comuns en ambients d'usuaris de Choppers, i es preparen i decoren com aquestes. També són tricicles els motocarros, vehicles que entre els anys 30 i 60 tingueren molta acceptació en força països europeus.
- Quads: Abreviació de "quadricicle", són vehicles de quatre rodes amb motor de motocicleta d'entre 50 i 650 cc, amb una estructura molt similar a la motocicleta: manillar, comandaments, conjunt selló-dipòsit, etc. La direcció actua sobre les dues rodes del davant alhora. Sovint es legalitzen com a vehicles agrícoles, i n'hi ha d'específicament dissenyats.[68]
- Motos de neu: Equipades amb manillar i motor similars als de les motocicletes però amb certes particularitats, descansen sobre dos patins anteriors i es desplacen per mitjà d'una cadena d'eruga similar a les dels tancs.[69]
- Motos d'aigua: D'estructura similar a les de neu, n'hi ha que descansen sobre un o dos patins anteriors o bé directament sobre l'aigua, més com una llanxa. La propulsió és a base d'un o més raigs d'aigua generats per una turbina accionada per un motor, sovint de 2T i gran cilindrada.[70]
- Kettenkrad: Un vehicle ben especial fou el SdKfz 2, més conegut com a Kleines Kettenkraftrad HK 101 (és a dir, "petita motocicleta amb erugues"), una mena d'híbrid entre motocicleta, tanc i tractor emprat per l'exèrcit alemany durant la Segona Guerra Mundial.[71] El Kettenkrad, com també era conegut, fou produït per la firma NSU Motorenwerke entre 1940 i 1945.